# Biserica Sfântul Mihail din Cluj-Napoca

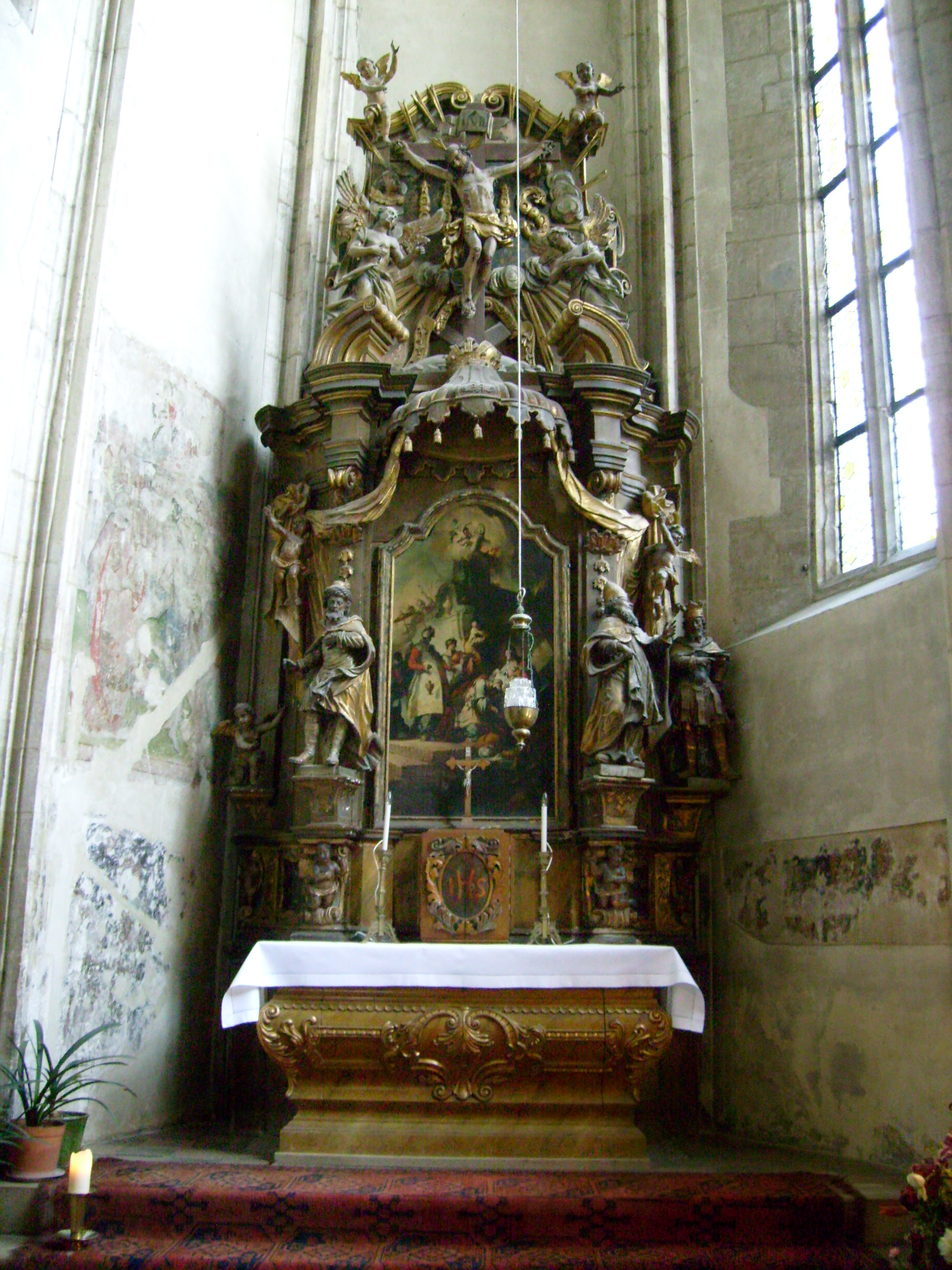
Altarul cu cei trei crai de la Răsărit, sculptat de Johannes Nachtigall (1717–1761) și pictat de Franz Anton Maulbertsch (1724–1796)

Biserica Romano-Catolică Sfântul Mihail (în maghiară Kolozsvári Szent Mihály-templom, în germană Klausenburger Michaelskirche) este unul dintre cele mai reprezentative monumente ale arhitecturii gotice din Transilvania. Edificiul a fost ridicat în Piața Centrală din Cluj-Napoca și se numără printre monumentele emblematice ale orașului. Este înscrisă pe lista monumentelor istorice din județul Cluj, elaborată de Ministerul Culturii si Patrimoniului Național din România în anul 2010 (cod LMI CJ-II-m-A-07469).
Biserica Sf. Mihail este unul dintre cele mai impozante edificii de cult din România, cu 70 de metri lungime și cu o înălțime maximă a turlei de 80 de metri.

## Istorie
Regele Carol Robert de Anjou a acordat printr-un act eliberat la 19 august 1316 o serie de privilegii și libertăți Clujului, printre care era și dreptul orașului de a-și alege liber preotul și parohul. Această libertate s-a materializat inclusiv prin ridicarea unei biserici parohiale.
Biserica a fost înălțată pe un teren care servise drept cimitir și unde existase o capelă dedicată Sf. Iacob.
Au rămas foarte puține date referitoare la ridicarea edificiului. Principalul document păstrat este unul eliberat de curtea papală de la Avignon, din ianuarie 1349, prin care li se iertau păcatele celor care ar ajuta financiar construcția lăcașului. Construcția s-a desfășurat în două faze: prima a început în anul 1316 și a fost finalizată în 1390, urmată de o a doua fază între 1410-1487. În anul 1390 a fost finalizat și altarul.
Au fost proiectate două turnuri pentru fațada principală, dar nu a fost ridicat decât cel de nord-vest între 1511-1543. În 1697 turnul a fost distrus ca urmare a unui incendiu și reconstruit în stil baroc în 1744. Acesta a trebuit demolat însă în 1763, după ce un cutremur îl deteriorase foarte mult, aflându-se în pericol de prăbușire. În 1837 s-a început ridicarea actualului turn cu ceas, în stilul neogotic, de pe fațada de nord, fiind terminat în 1860. Turnul este al doilea cel mai înalt turn de biserică din România.
În perioada reformei protestante edificiul a deservit pe rând diverse comunități religioase: astfel, în perioada 1545-1558, a fost biserică luterană, între 1558 și 1566 a devenit calvinistă, iar din 1566 a devenit biserică unitariană, ramânând astfel pentru o perioadă de 150 de ani, până când a fost atribuită cu forță comunității romano-catolice, ca urmare a Contrareformei. După revenirea la catolici, biserica a fost restaurată sub influența barocului de către artiștii Johannes Nachtigall și Anton Schuchbauer, sub îndrumarea parohului János Biro. Tot atunci cei doi artiști au realizat amvonul.
De-a lungul vremii, edificiul a fost martor la diverse momente importante: aici a fost botezat Matia Corvin, regina Izabella a predat în lăcaș însemnele regale trimișilor împăratului Ferdinand I. Aici au fost investiți principi ai Transilvaniei Gabriel Bethlen, Sigismund Rákoczi, Sigismund Báthory și Gabriel Báthory.
Începând cu secolul al XVIII-lea în jurul bisericii au fost construite mai multe clădiri, prăvălii pe care parohia le închiria asigurându-și în acest fel un venit suplimentar. Odată cu sistematizarea Pieței Centrale, în 1890, aceste clădiri au fost demolate, sub presiunea opiniei publice, pentru a nu mai ascunde biserica între ele. Tot atunci portalul baroc din fața bisericii a fost mutat în fața Bisericii Sf. Petru din Cluj.. În schimb, parohia a fost despăgubită cu unele terenuri din zona centrală a orașului, terenuri pe care biserica a ridicat cele 2 clădiri „în oglindă” de pe actuala stradă Iuliu Maniu.

## Descriere
Edificiul este o biserică gotică de tip hală, cu un cor boltit în cruce pe ogive și flancat de altare laterale. Bolta, vitraliile și sculpturile se remarcă prin măreția specifică a catedralelor gotice. Deasupra porții de intrare se află un blazon reprezentând pe Sfântul Mihail, sub el aflându-se stema Sfântului Imperiu Roman, cea a Regatului Ungar și a Regatului Boemiei. Existența lor se explică prin faptul că împăratul Sigismund de Luxemburg (1387-1437), sub domnia căruia se pare că s-a finalizat edificiul, era împărat roman și, în același timp, rege al Ungariei și al Boemiei.
De importanță artistică deosebită este capela Schleunig, aflată în colțul sudvestic al edificiului (în dreapta intrării principale), dedicată arhanghelului Mihail. Tavanul pe ogive al acestei capele a fost terminat în preajma anului 1481. În interiorul capelei se păstrează cele mai însemnate fresce ale bisericii. Capela poartă numele lui Gregorius Schleunig, care a fost pleban al orașului între 1450-1481.
Tocul ușii sacristiei, sculptură renascentistă în piatră, datează din 1528, fiind comandat la acea vreme de parohul bisericii, Johannes Klein, și realizat de către un meșter german. Altarul neogotic, operă a meșterului tâmplar Lajos Back, a fost premiat la Expoziția Mondială din 1873, care a avut loc la Viena. În centrul altarului este sculptată Fecioara Maria, alături de Sf. Ștefan și Sf. Ladislau. Majoritatea frescelor din secolele XIV-XV nu au mai rezistat trecerii timpului și intervenției oamenilor. O mare parte dintre ele au fost deteriorate pe parcursul diverselor reforme religioase, pentru a corespunde noilor idei. Biserica a fost decorată cu numeroase statuete și reliefuri, din care au mai rămas însă extrem de puține, marea lor majoritate fiind distruse.
Diferitele restaurări ale bisericii au arătat mai multe picturi murale executate în prima parte a secolului al XV-lea. O restaurare a bisericii a avut loc între anii 1957-1960, ocazie cu care au fost readuse la lumină o parte din picturile secolelor XIV-XV.

## Imagini

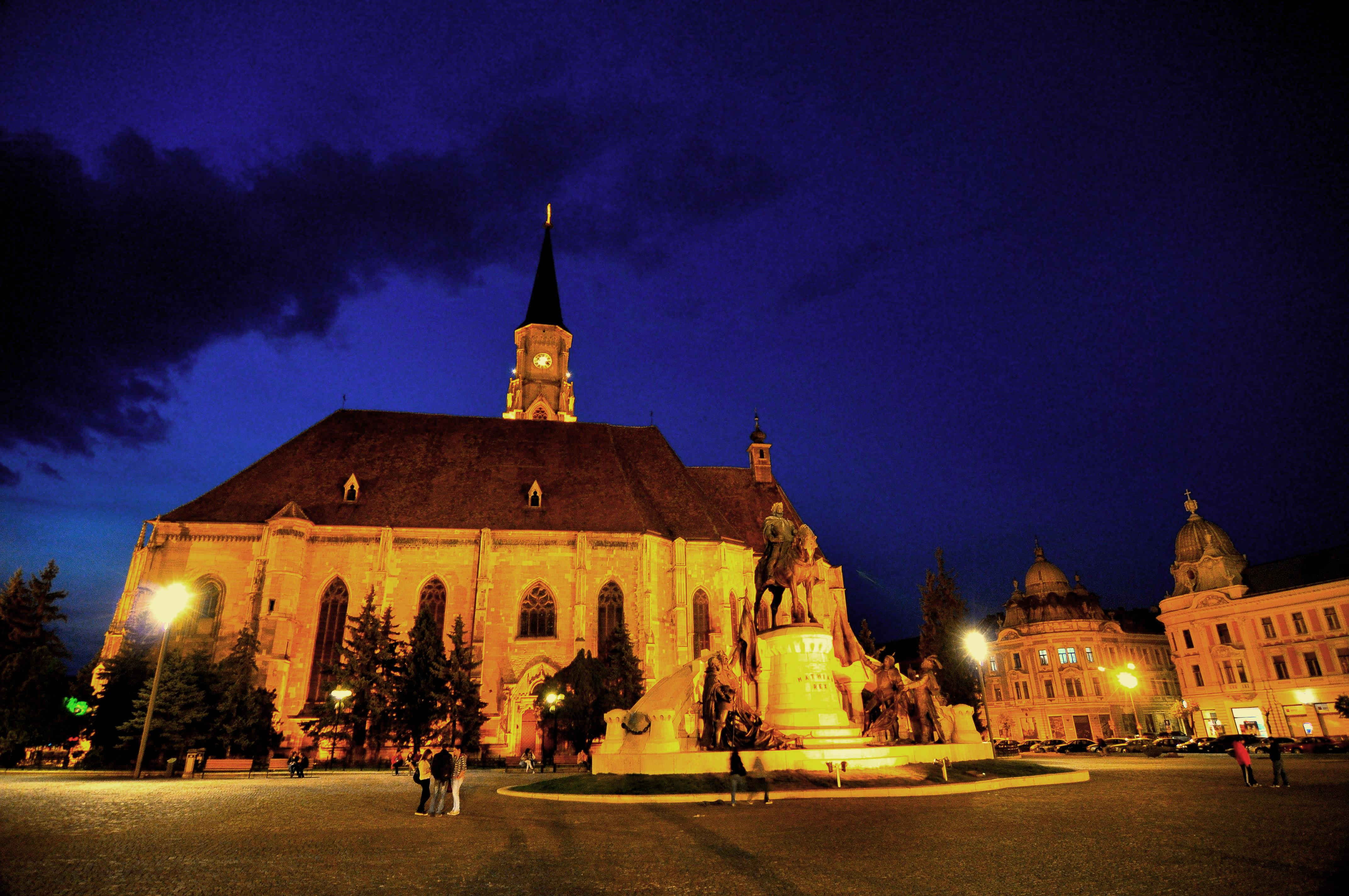
Biserica cu turnul baroc, demolat, gravură din secolul al XVIII-lea
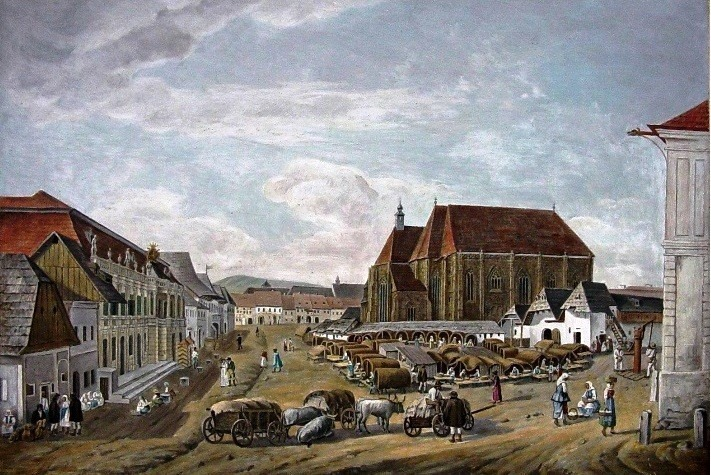
Biserica și piața, 1840 (Josef Hofreit)
Poarta barocă a curții de vest
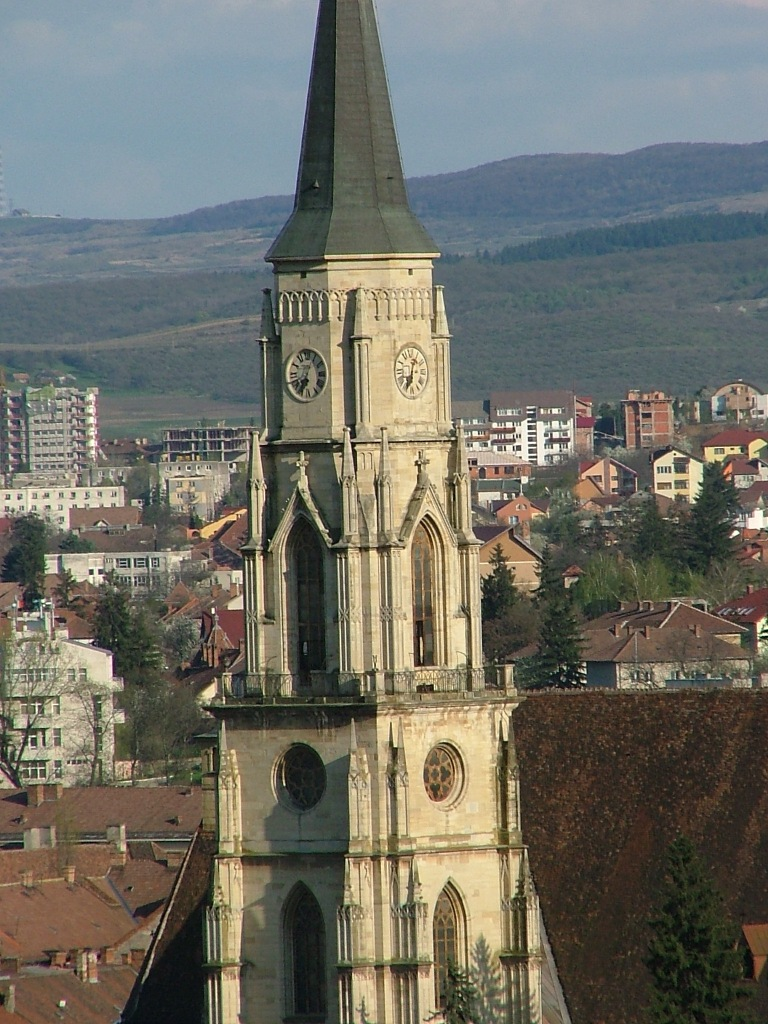
Turnul neogotic cu ceas
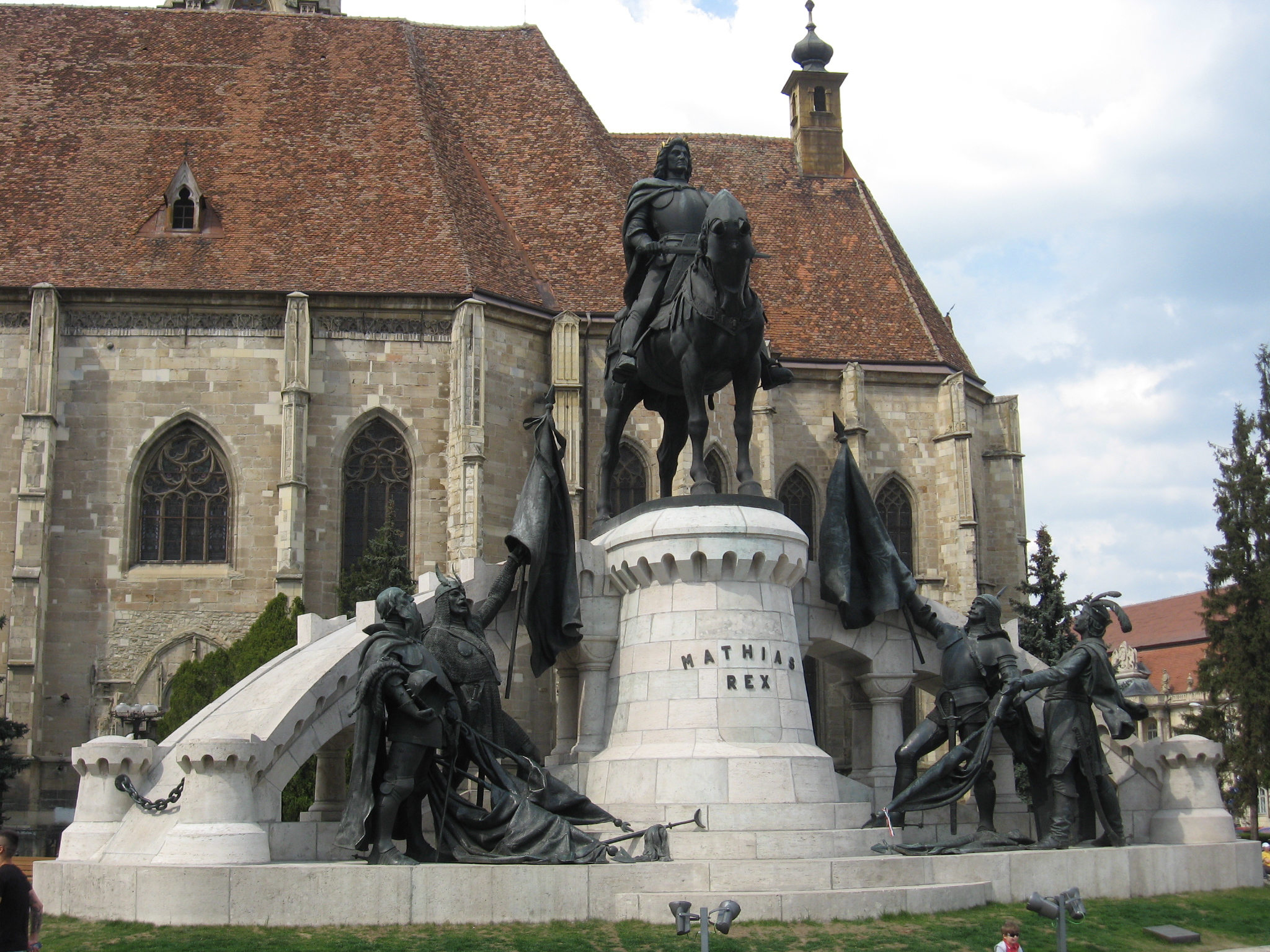
Monumentul lui Matia Corvin inaugurat în 1902
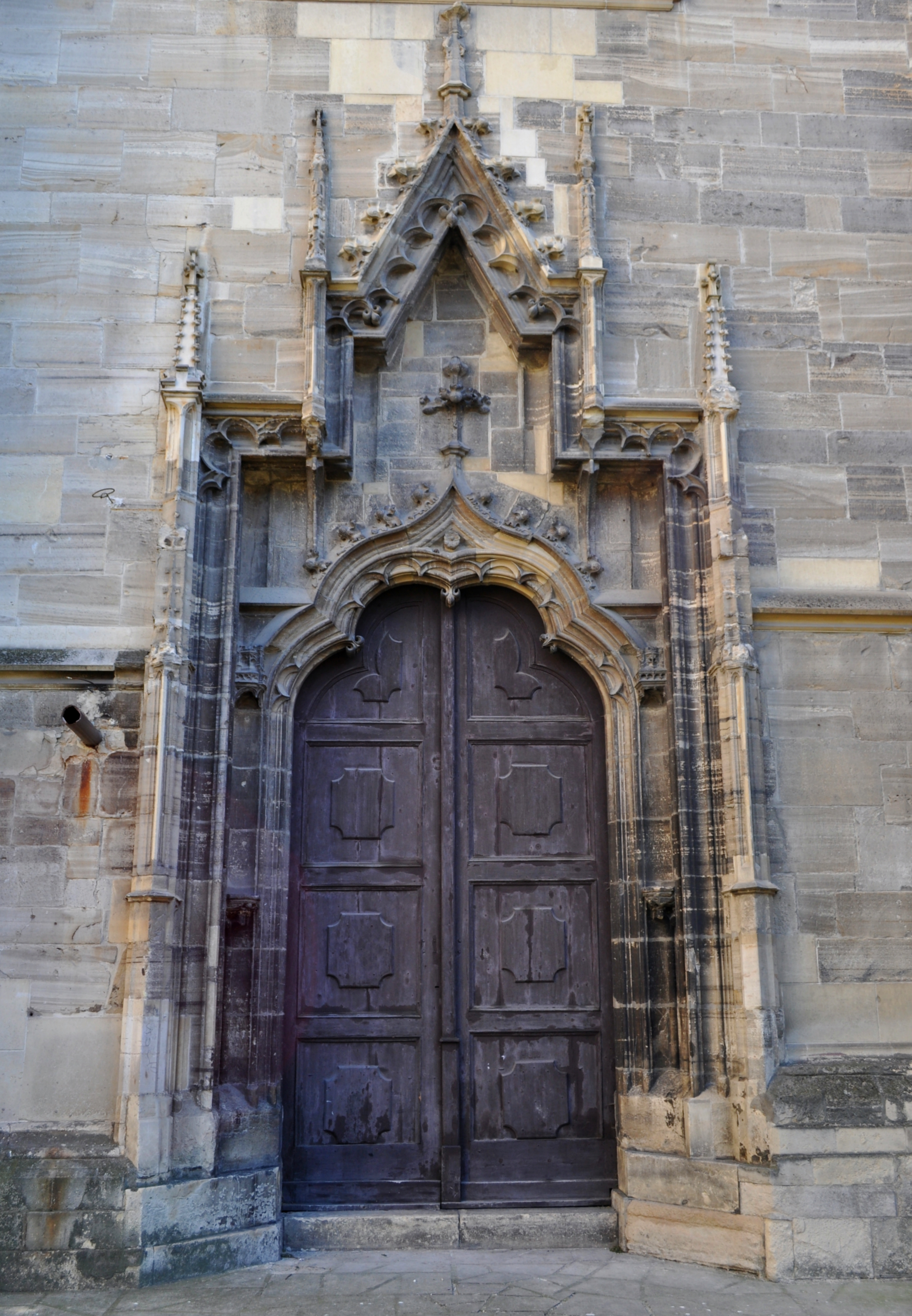
Portalurile laterale, cu ambrazură și decor bogat, sunt înrudite cu portalurile catedralei Sfânta Elisabeta din Košice
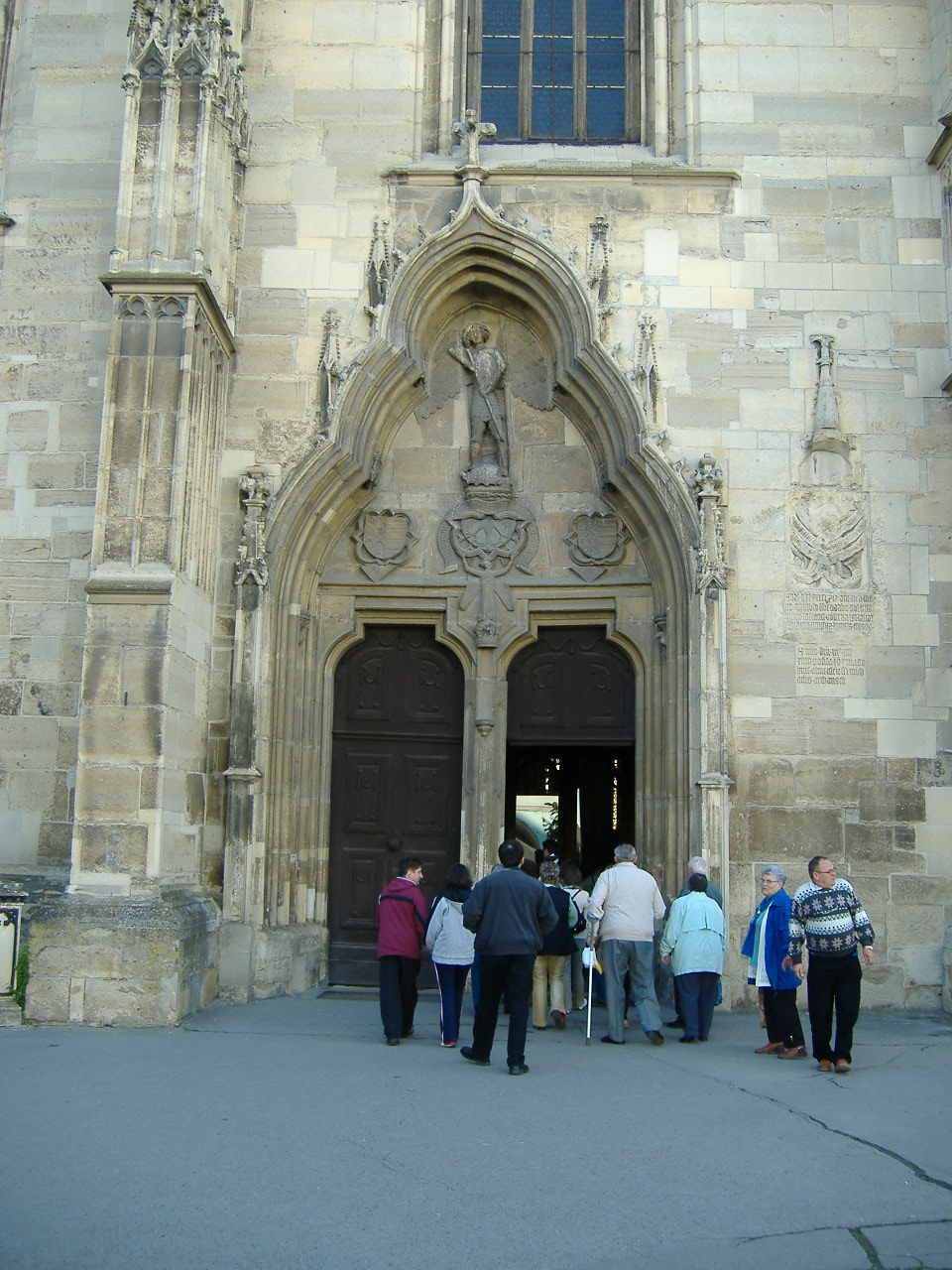
Intrarea (portalul de vest)
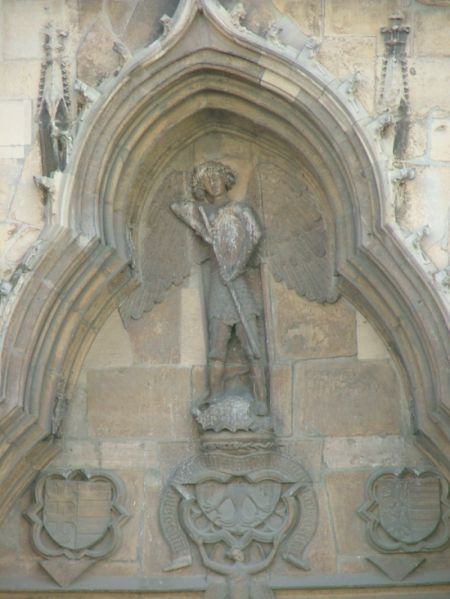
Sf. Mihail și cele trei blazoane ale lui Sigismund I de peste portal
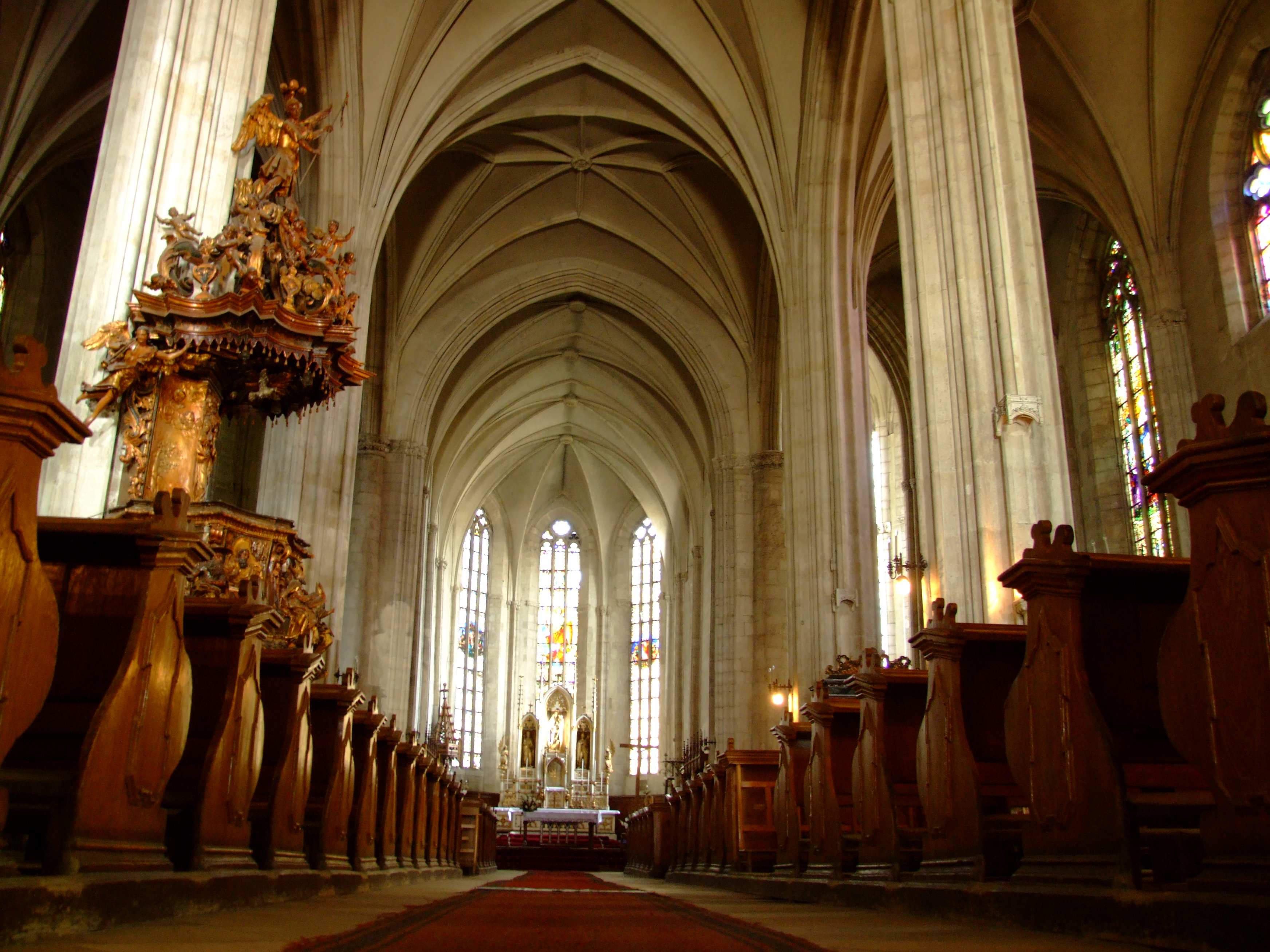
Interiorul bisericii, în stil gotic
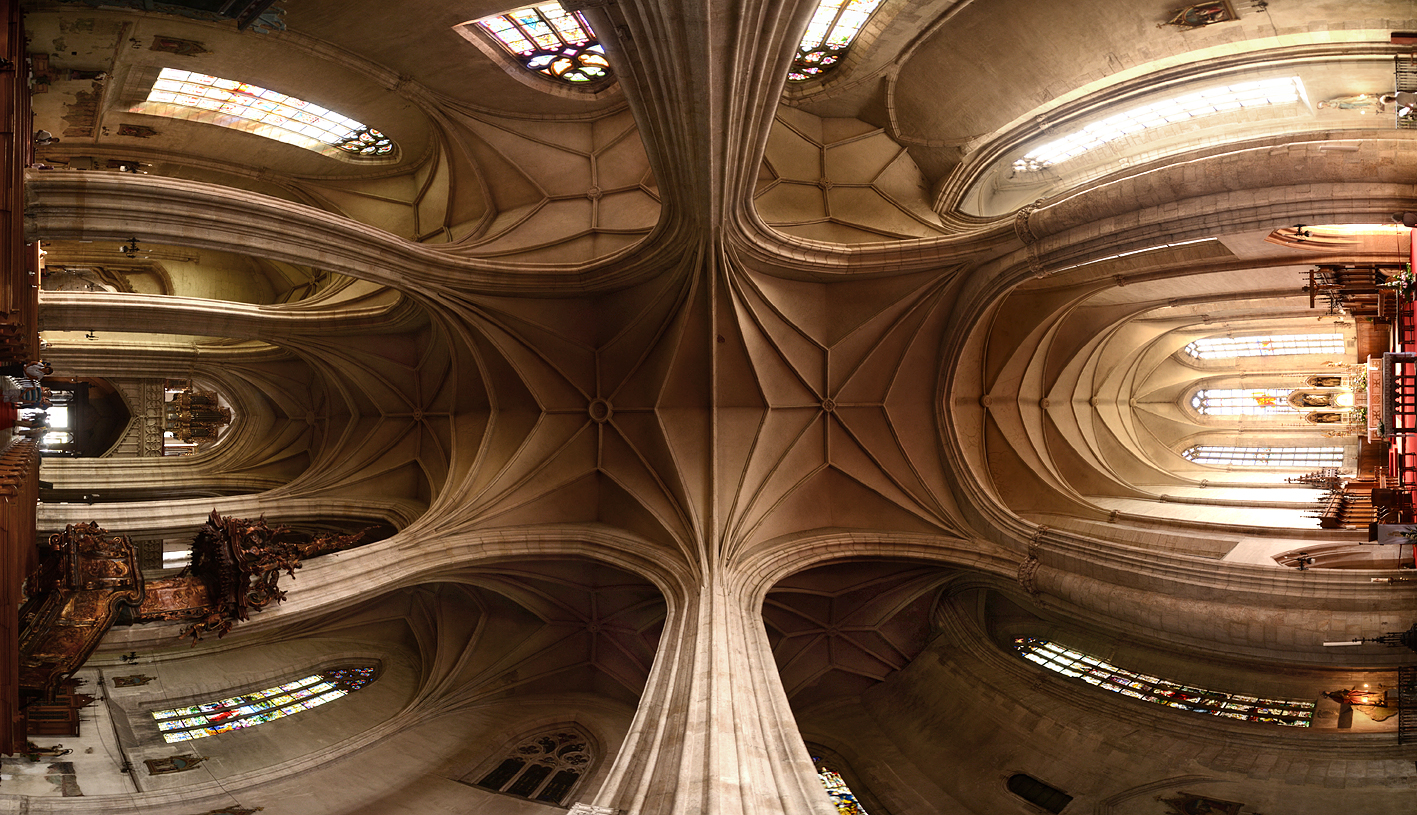
Sistemul de boltire
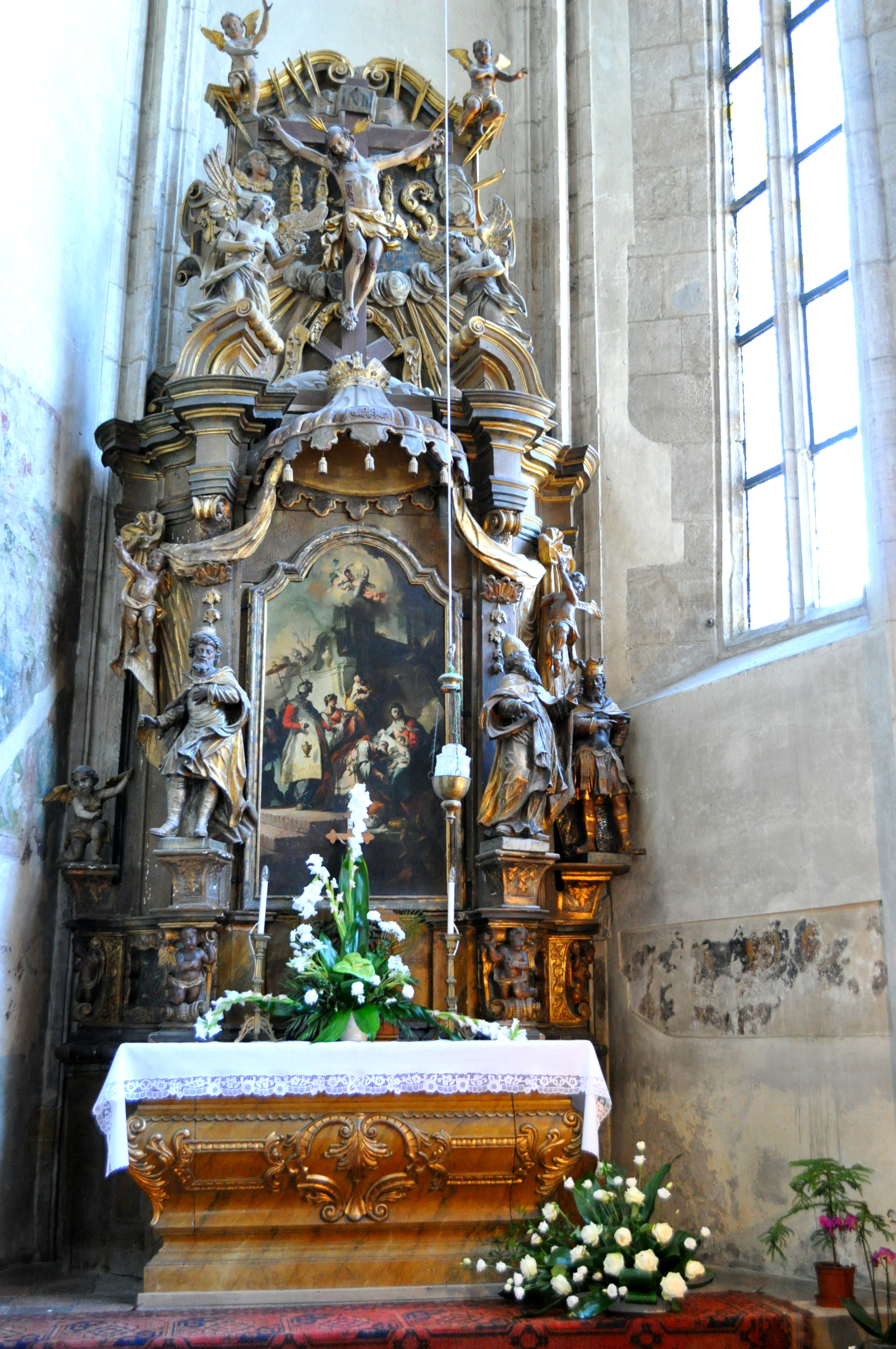
Pictura în ulei a altarului Închinarea regilor magi a fost realizată de cel mai renumit reprezentant al picturii baroce târzii vieneze, Franz Anton Maulbertsch, între anii 1748-1750
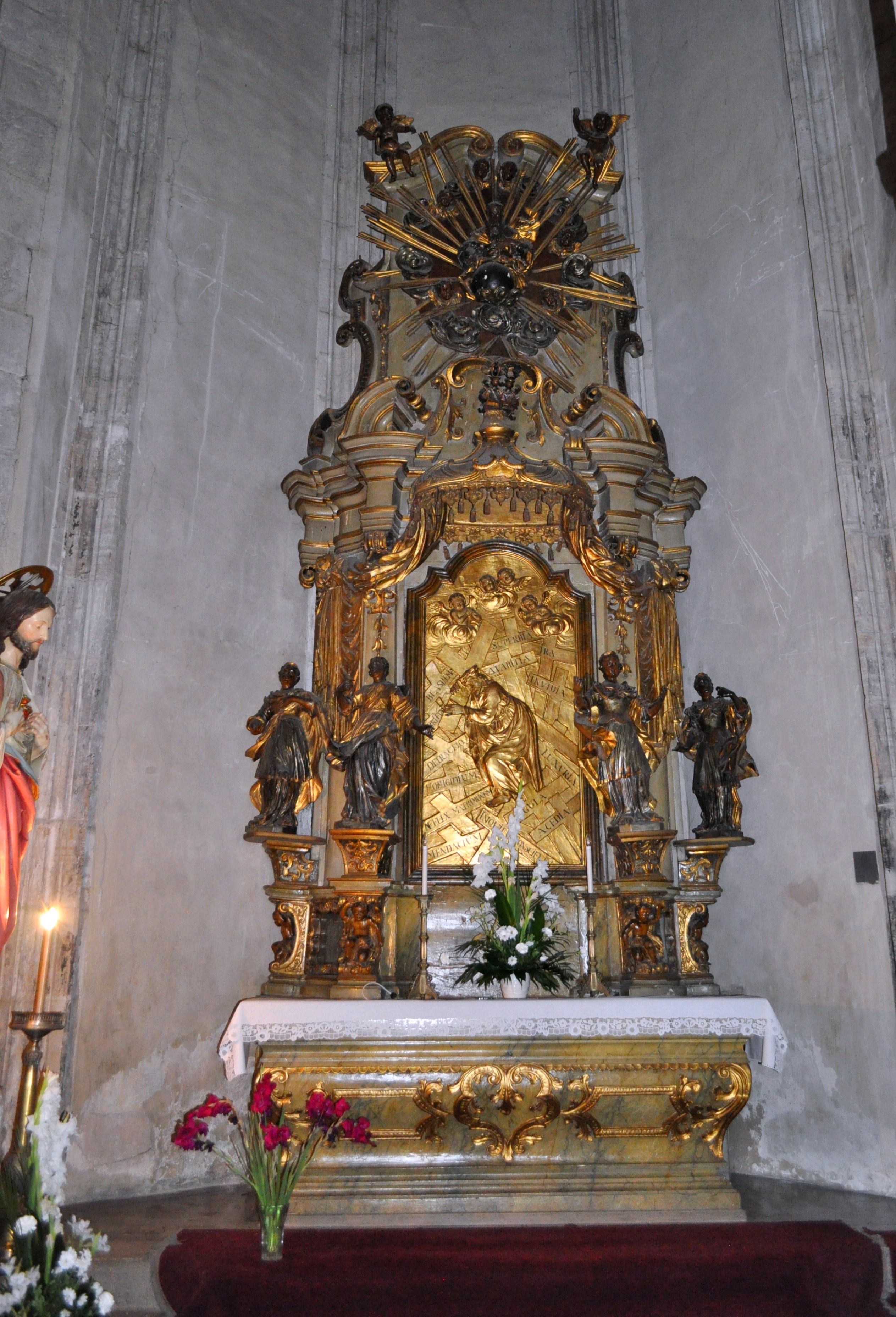
Al doilea altar baroc al bisericii a fost construit începând cu anul 1750 și era închinat Sfintei Ecaterina
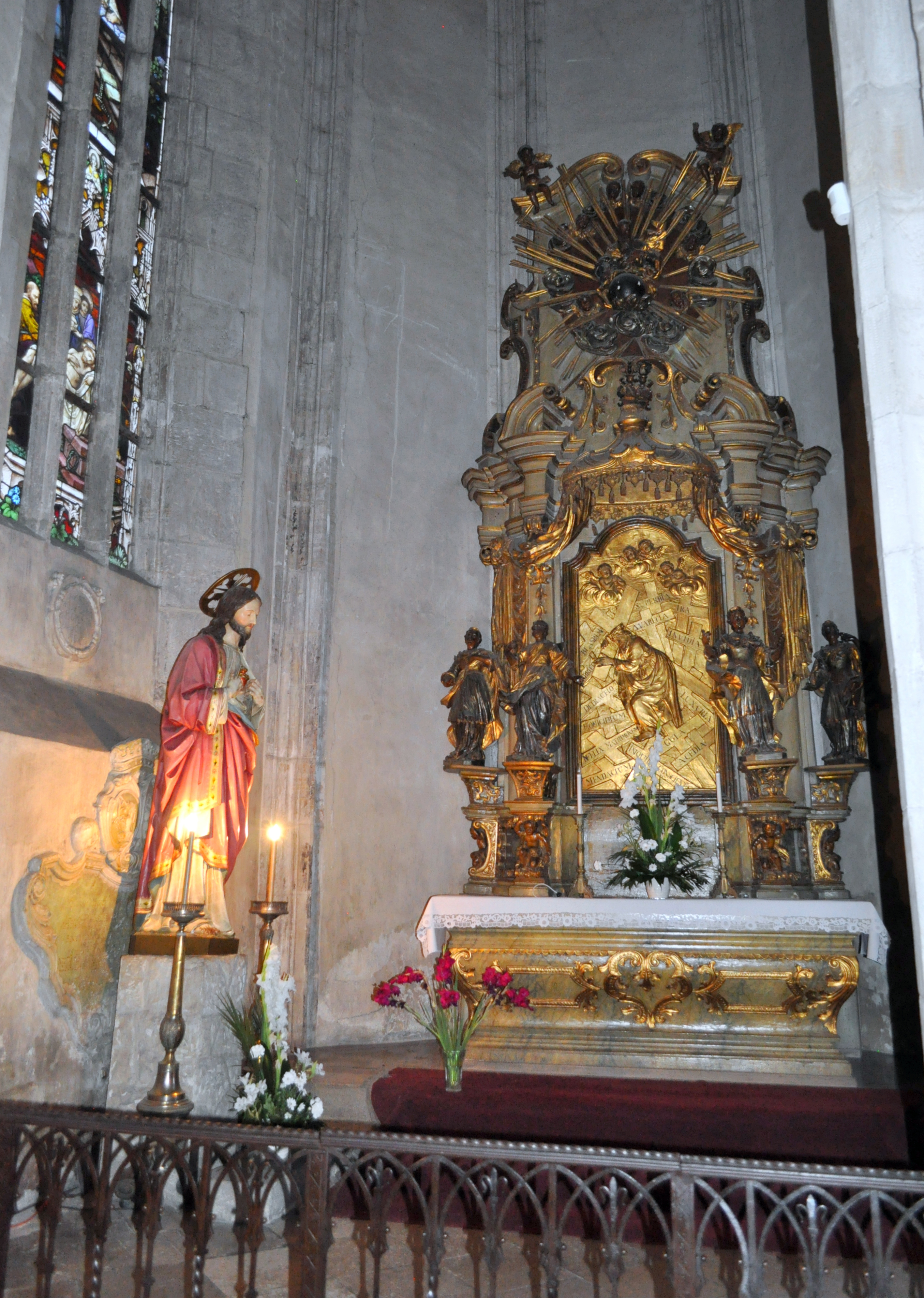
A fost mutat în absida de nord a corului, în anul 1956, locul picturii acestuia fiind luat de relieful principal al altarului Sfintei Cruci, dezmembrat în același an
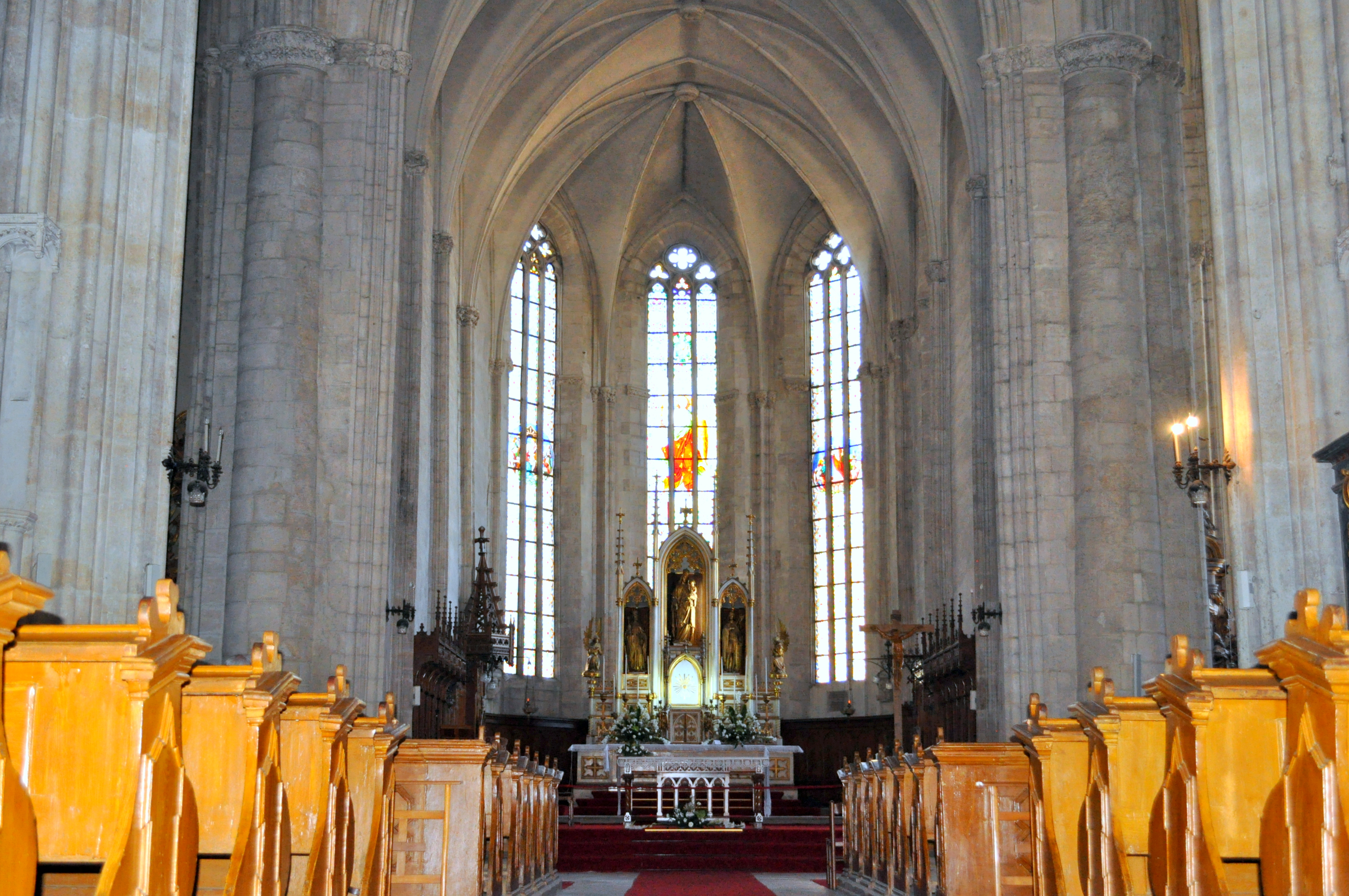
Nava spre altar
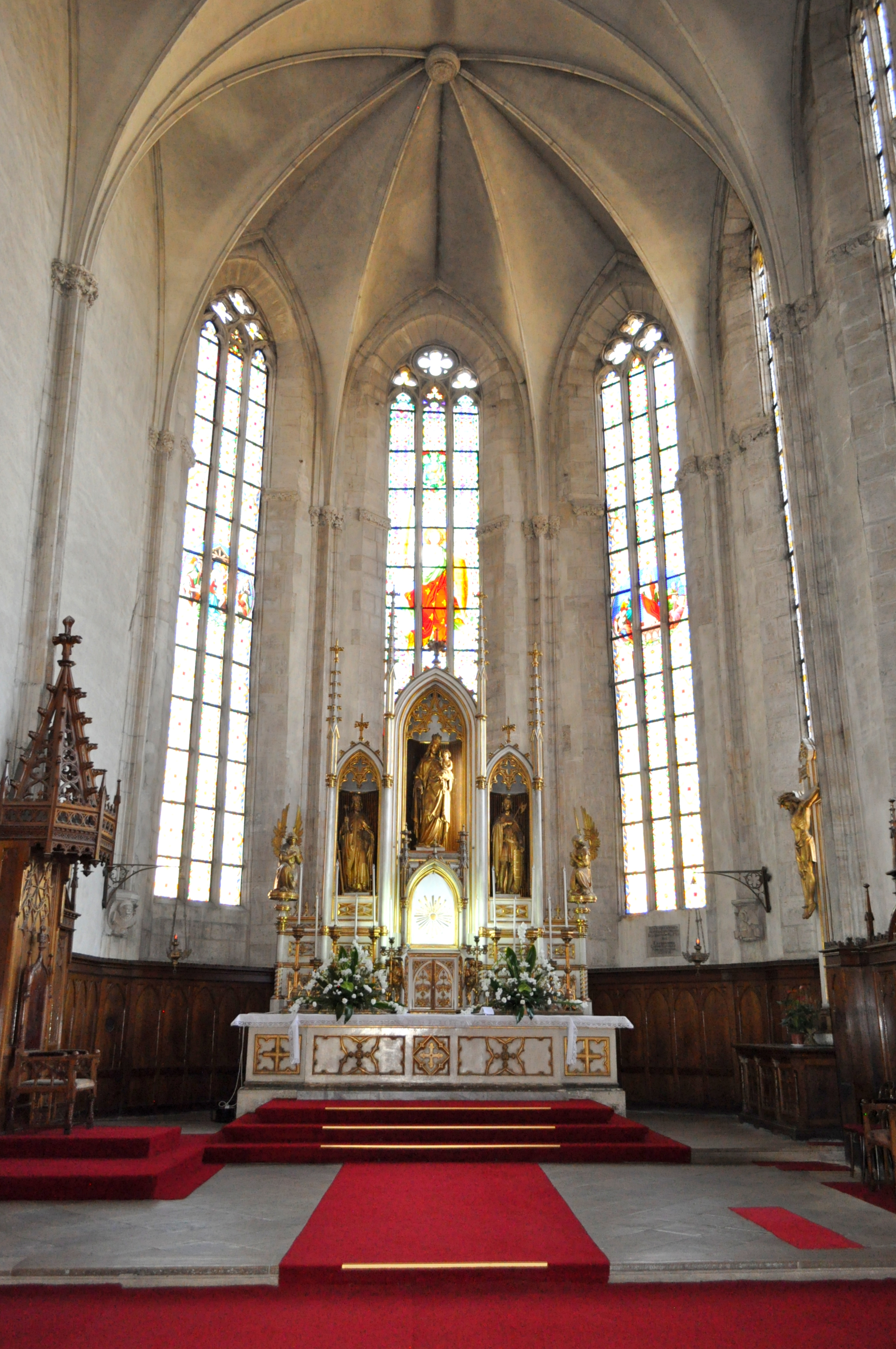
Altarul neogotic din 1870 realizat la comanda vicarului Ferenc Lönhart
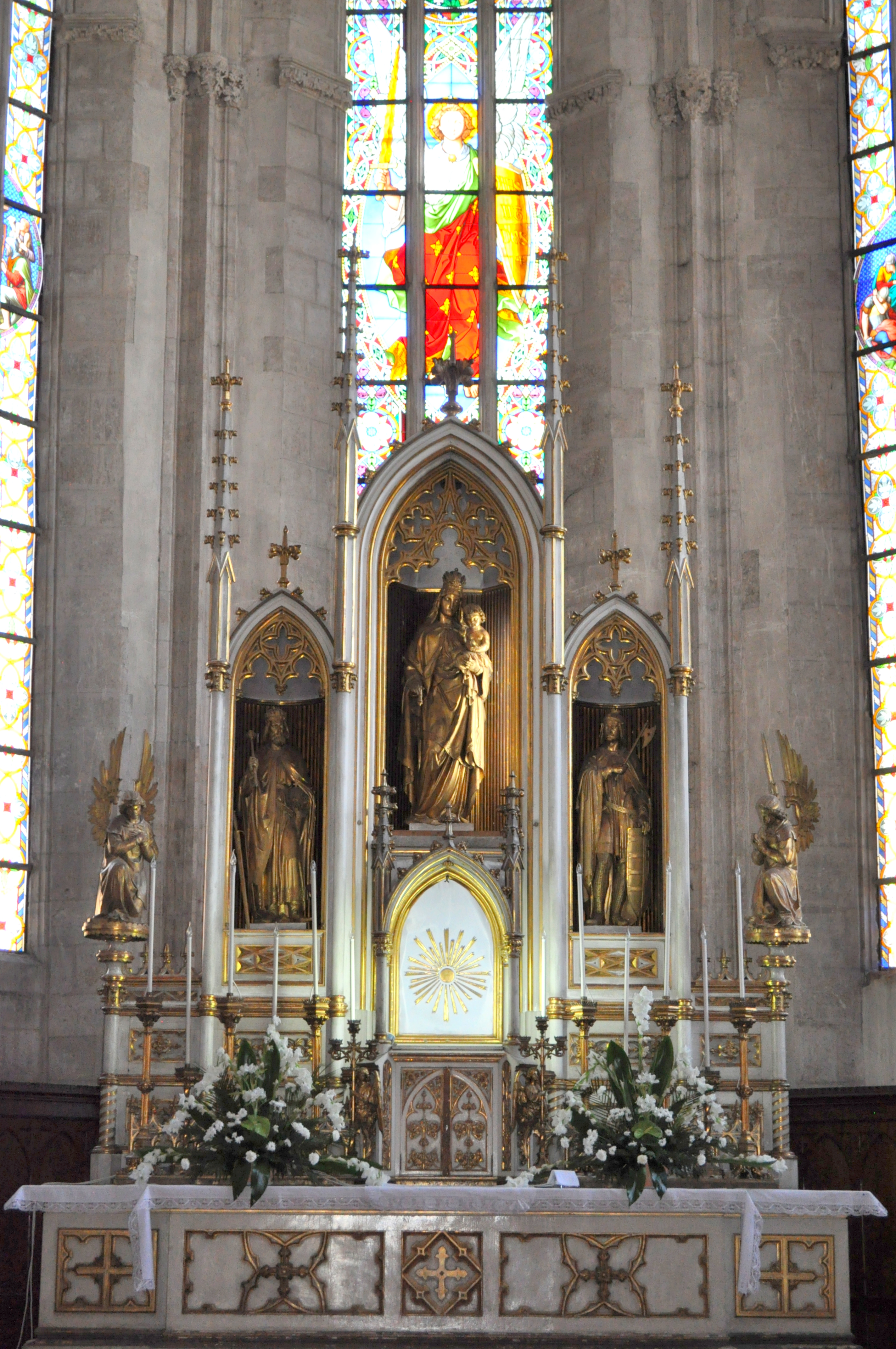
În anul 1904 altarul, construit de tâmplarul Lajos Back, a suferit modificări, sculpturile sale fiind schimbate
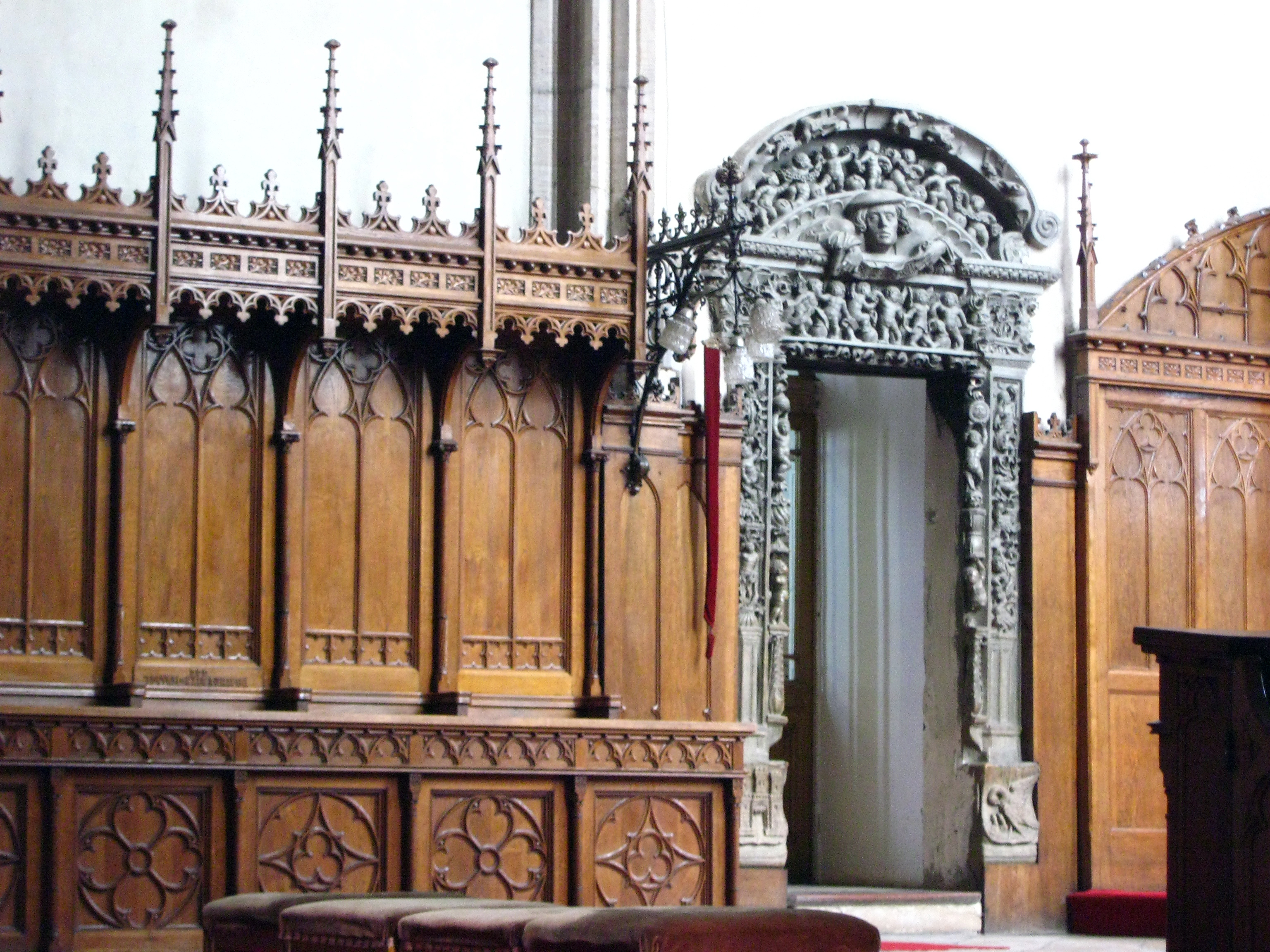
Portalul sacristiei, realizat în anul 1528, la comanda parohului Johannes Klein
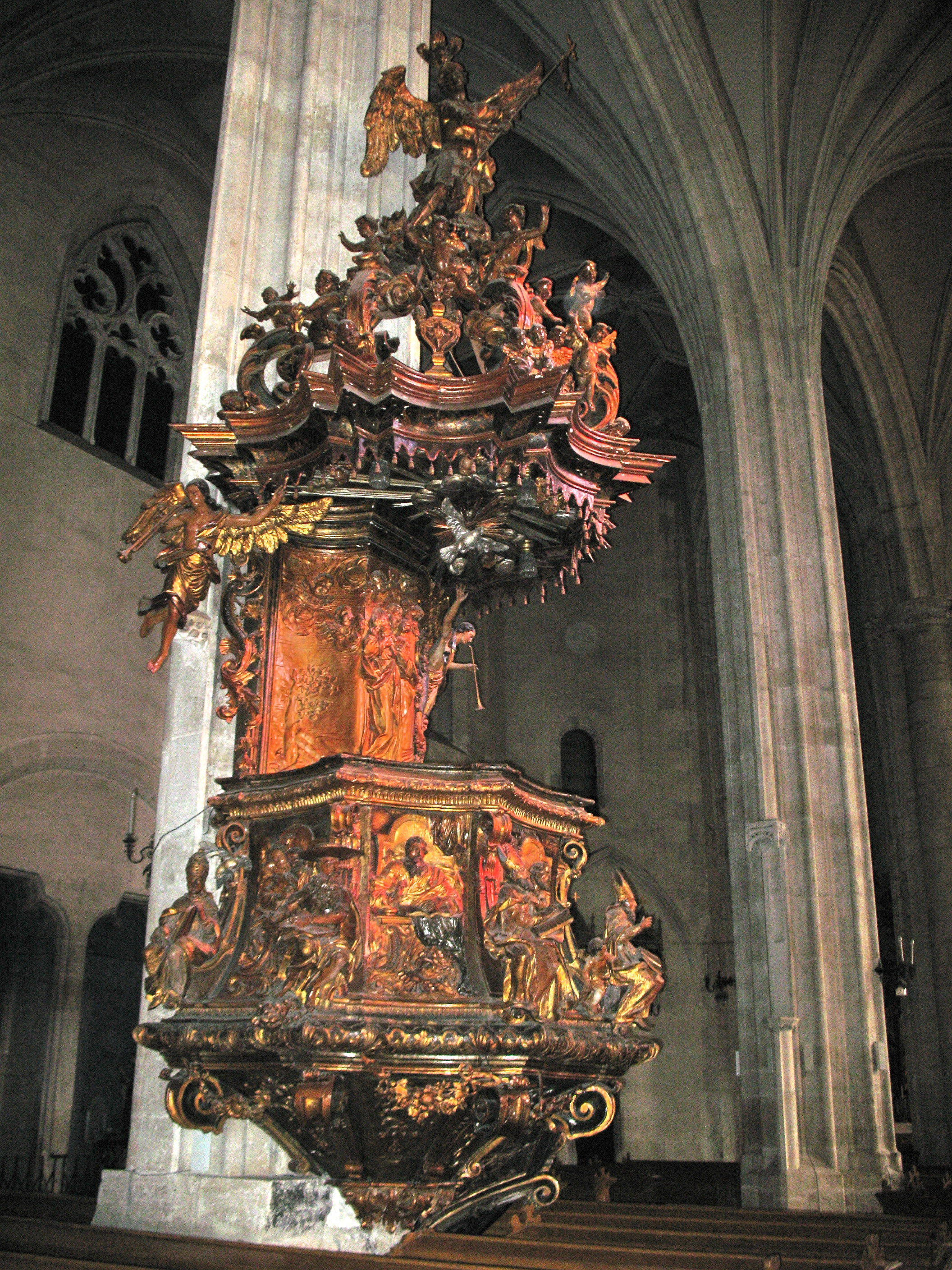
Amvonul baroc a fost realizat între anii 1740-1750
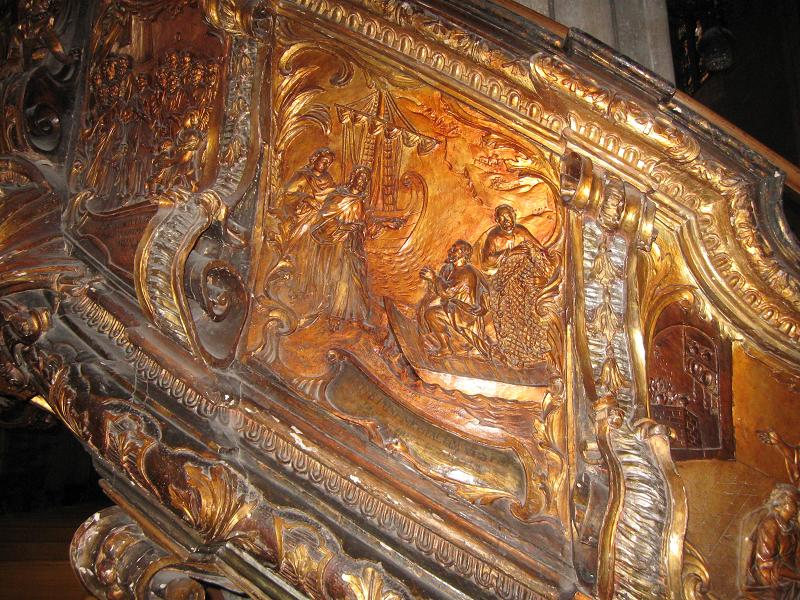
Detaliu amvon
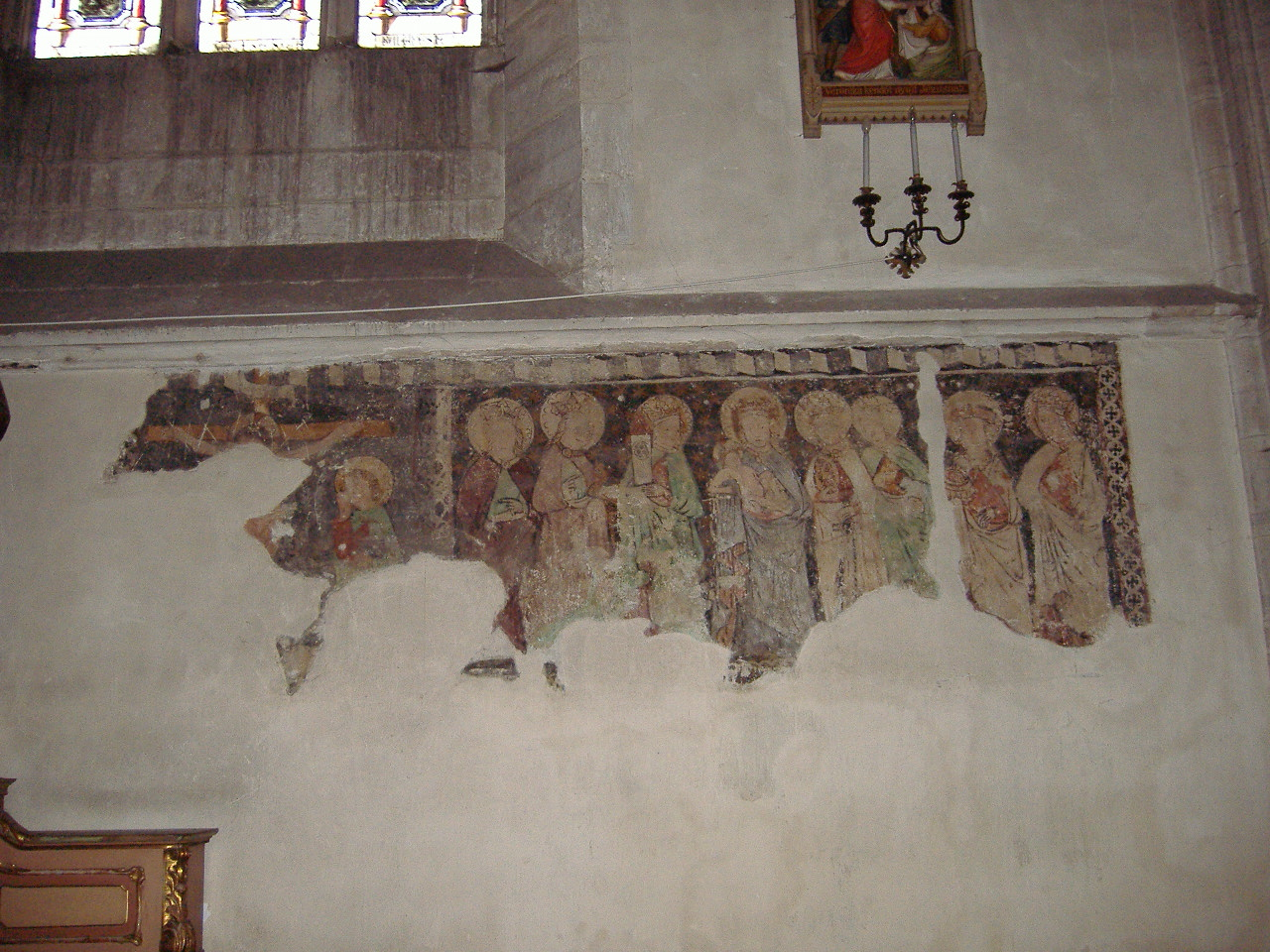
Fresca restaurată
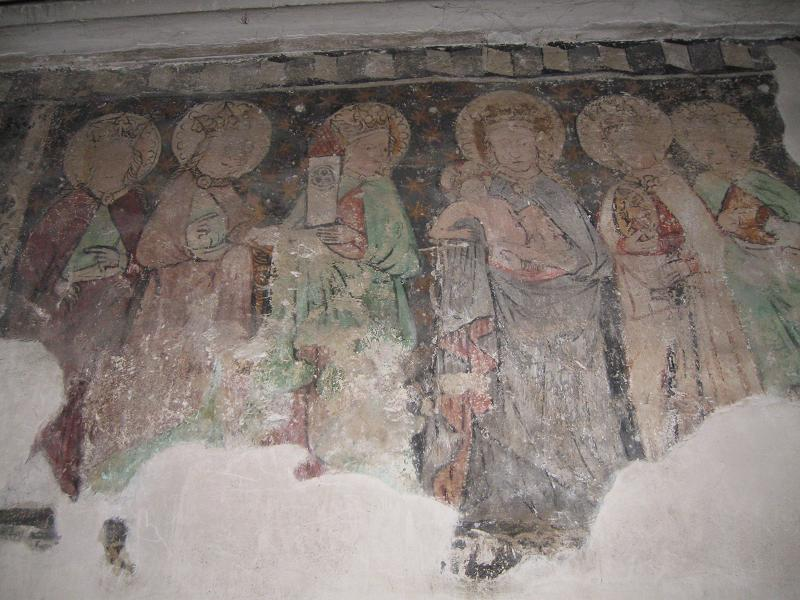
Cele mai timpurii picturi murale ale bisericii se află în absida de sud și au fost realizate la sfârșitul secolului al XIV-lea
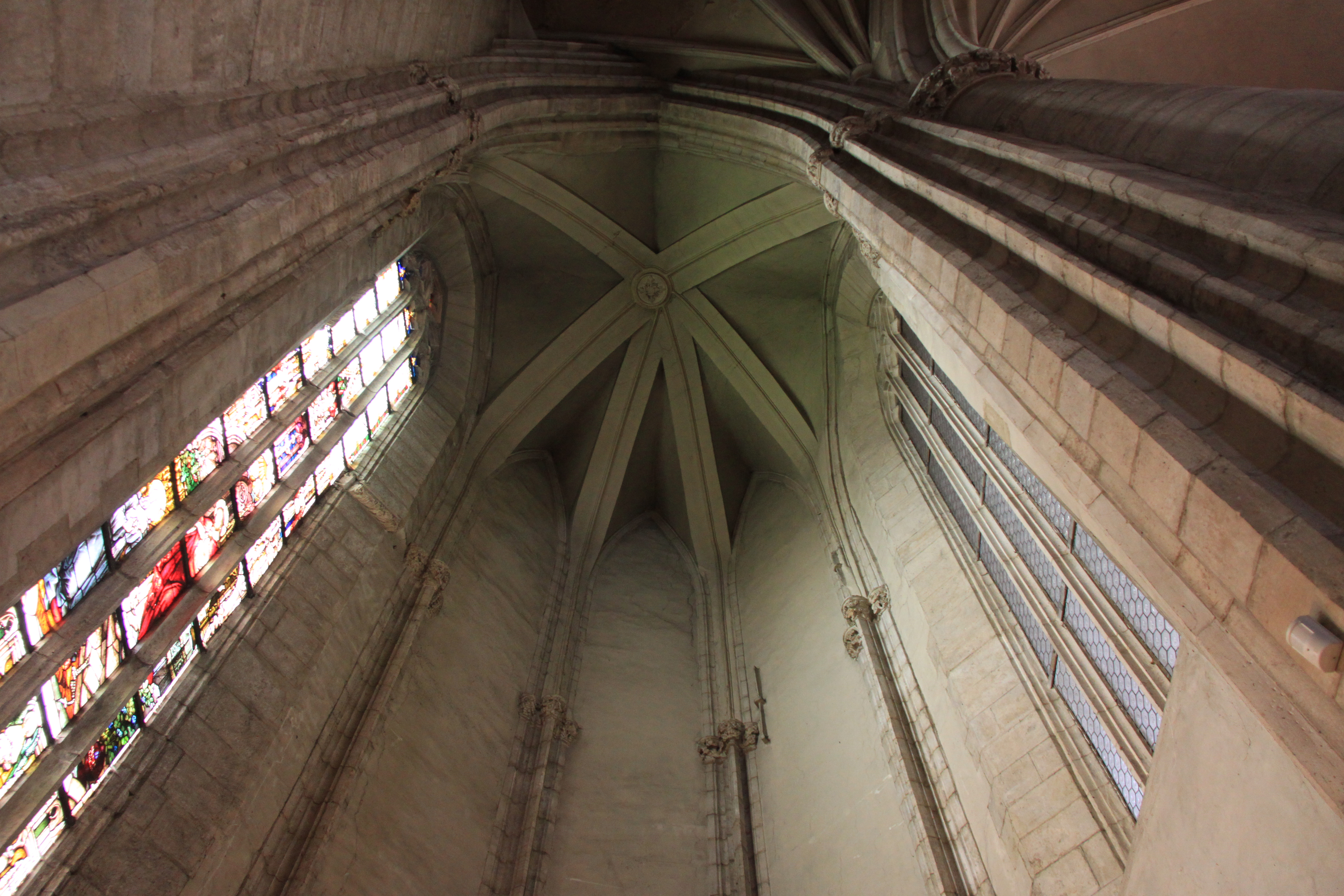
Cheie de boltă
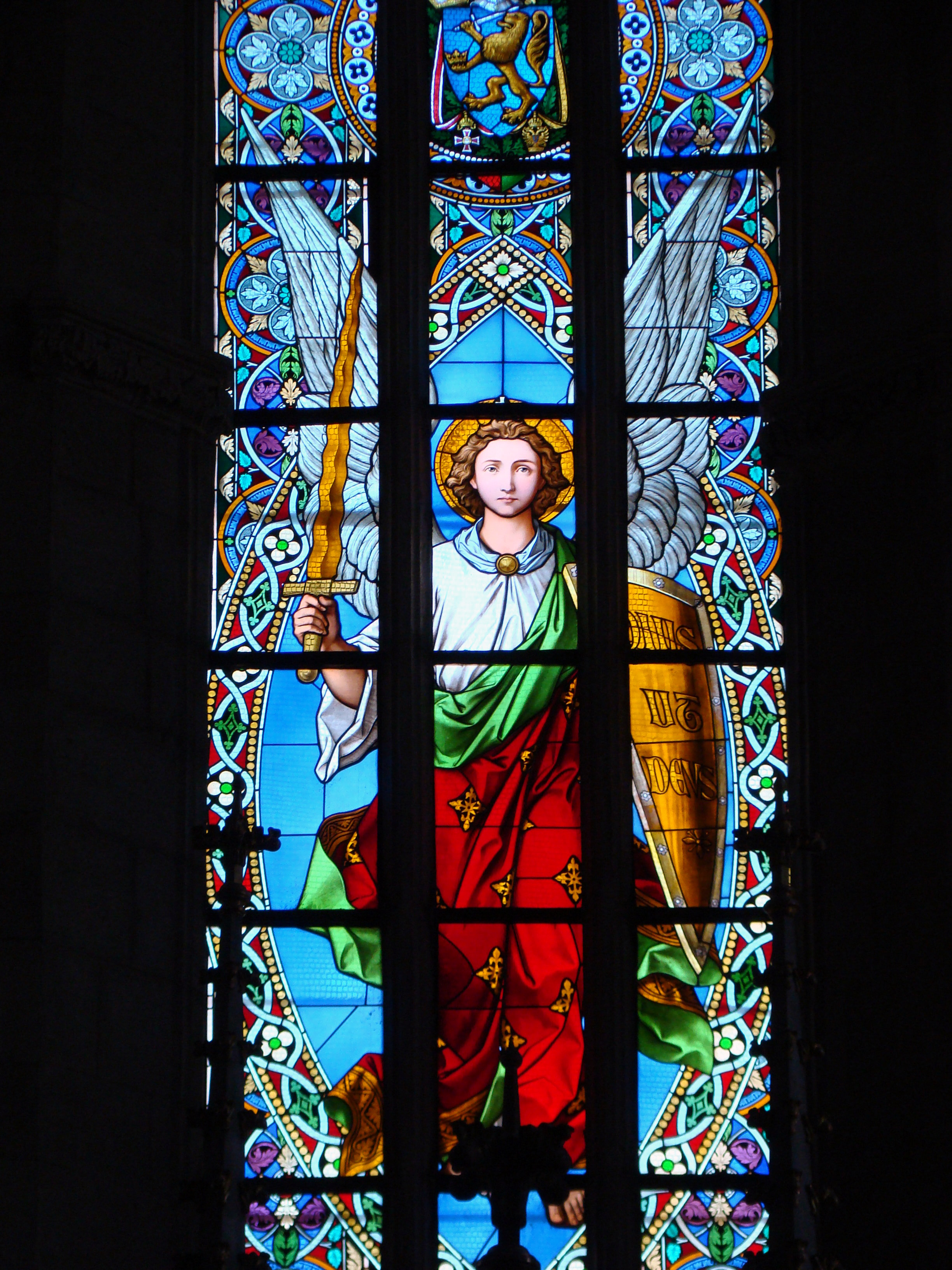
Vitraliu: arhanghelul Mihail cu inscripția „Quis ut Deus?”
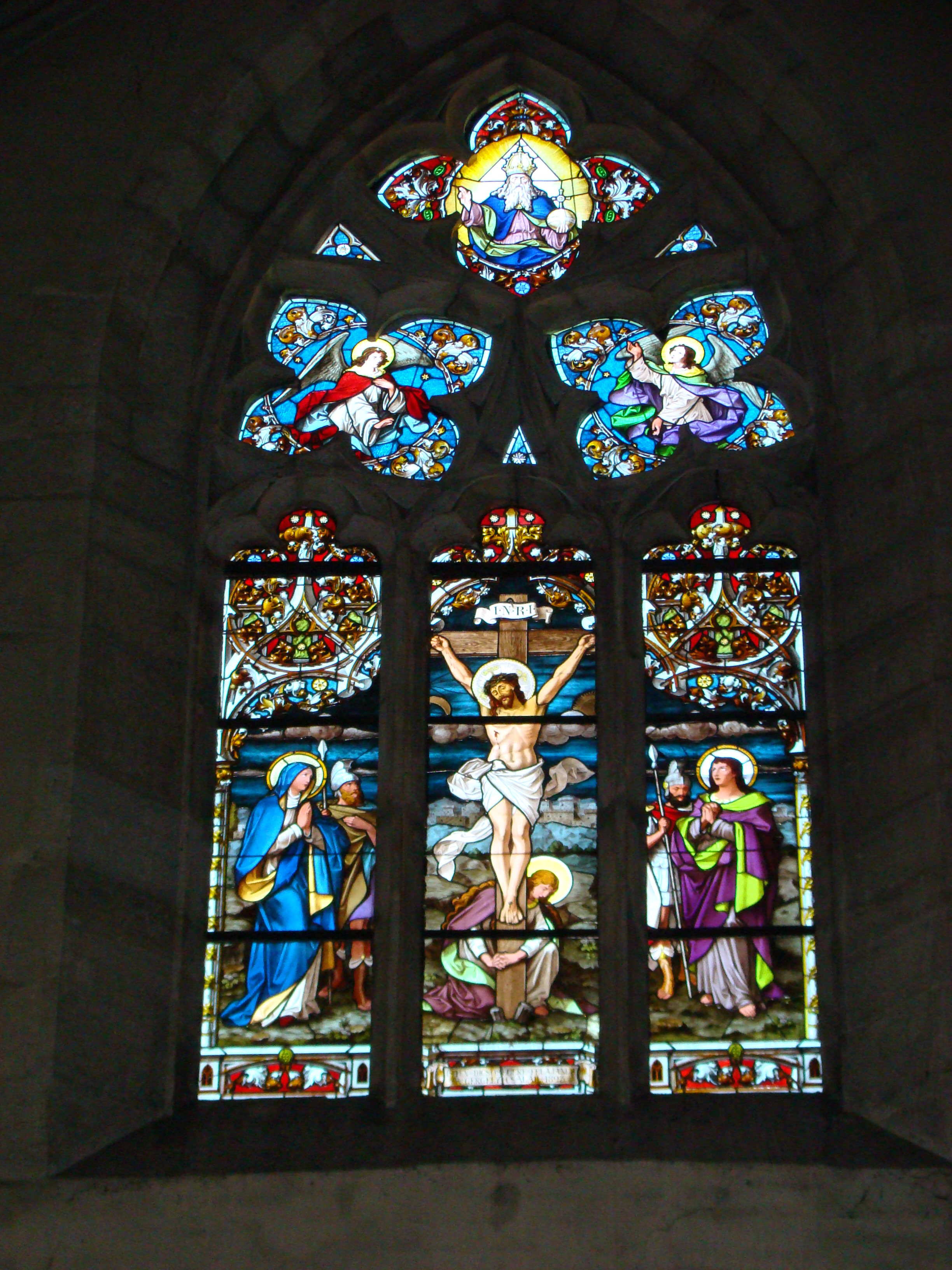
Vitraliu: răstignirea
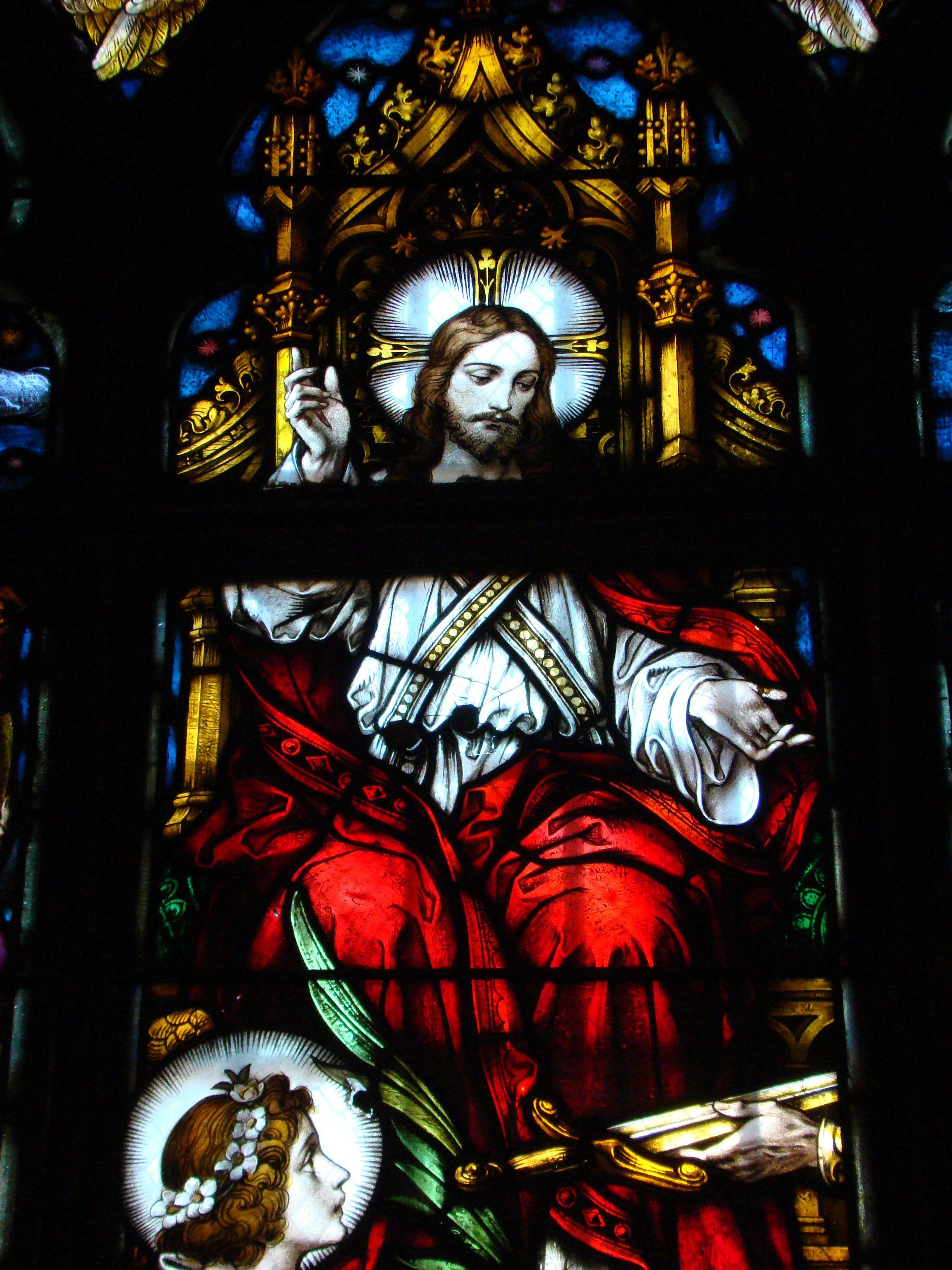
Vitraliu: Isus pe tron primind o ramură de palmier și binecuvântând depunerea armelor
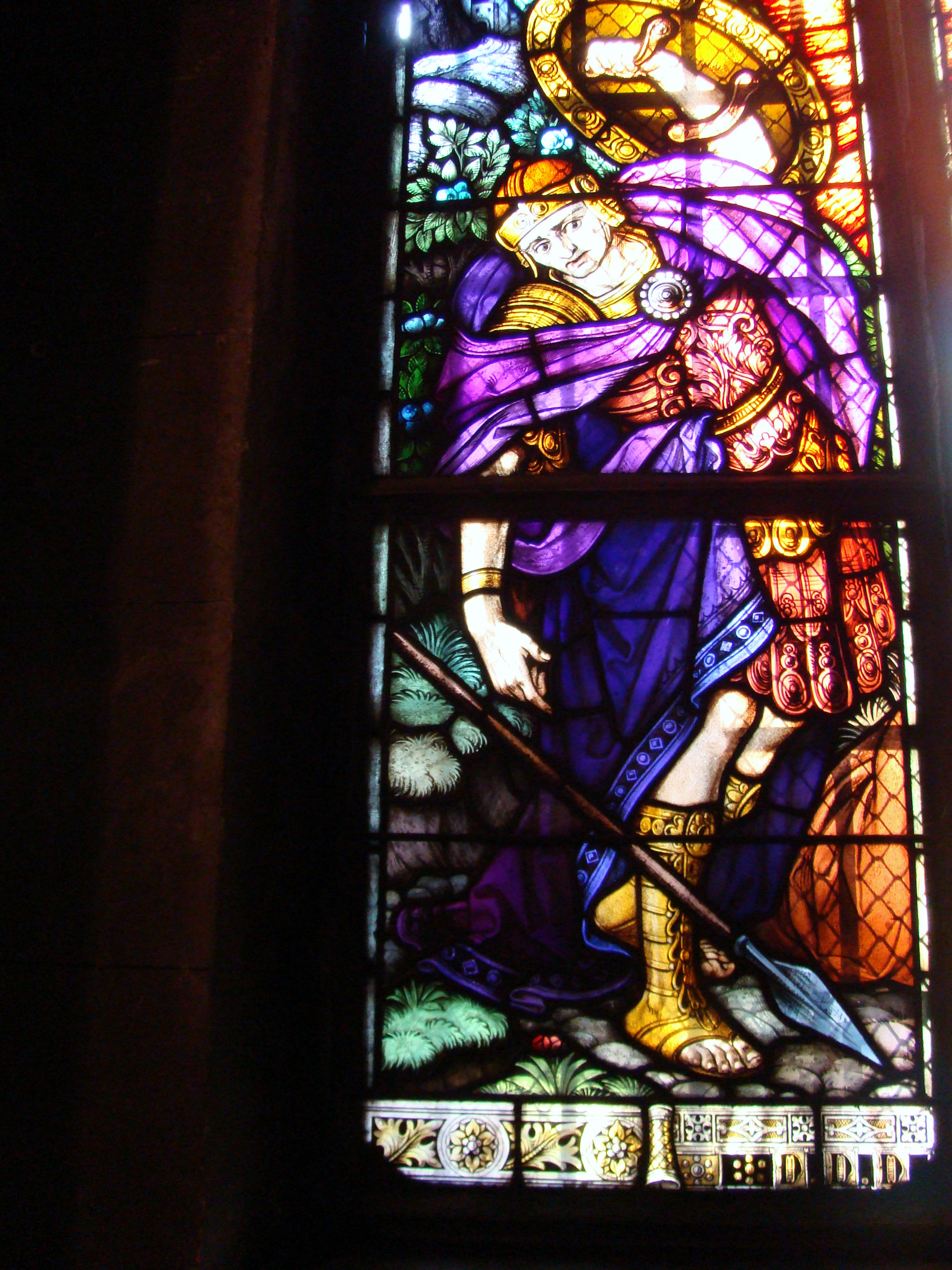
Vitraliu: soldat roman (detaliu din reprezentarea Învierii)
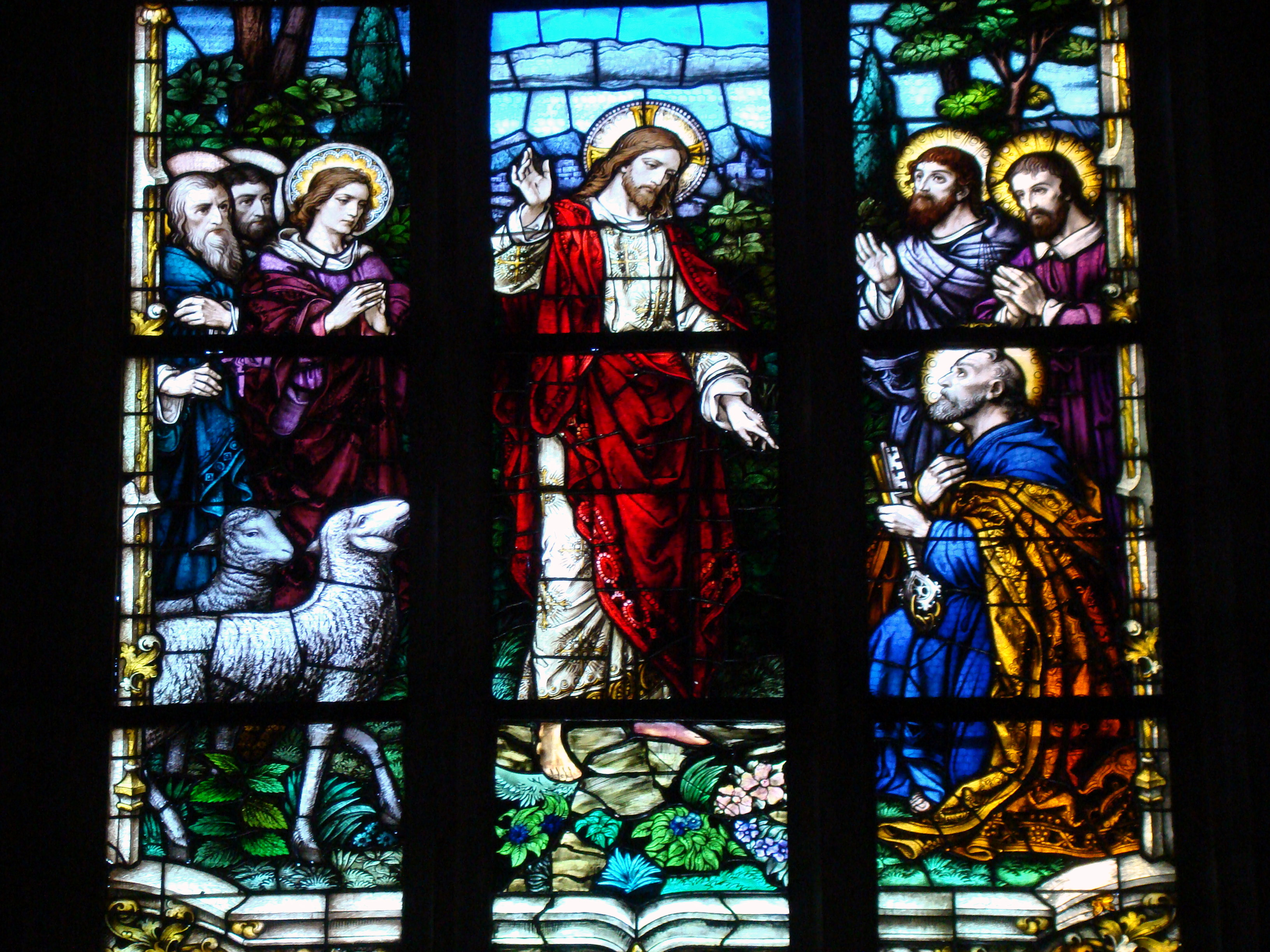
Vitraliu: mărturisirea lui Petru
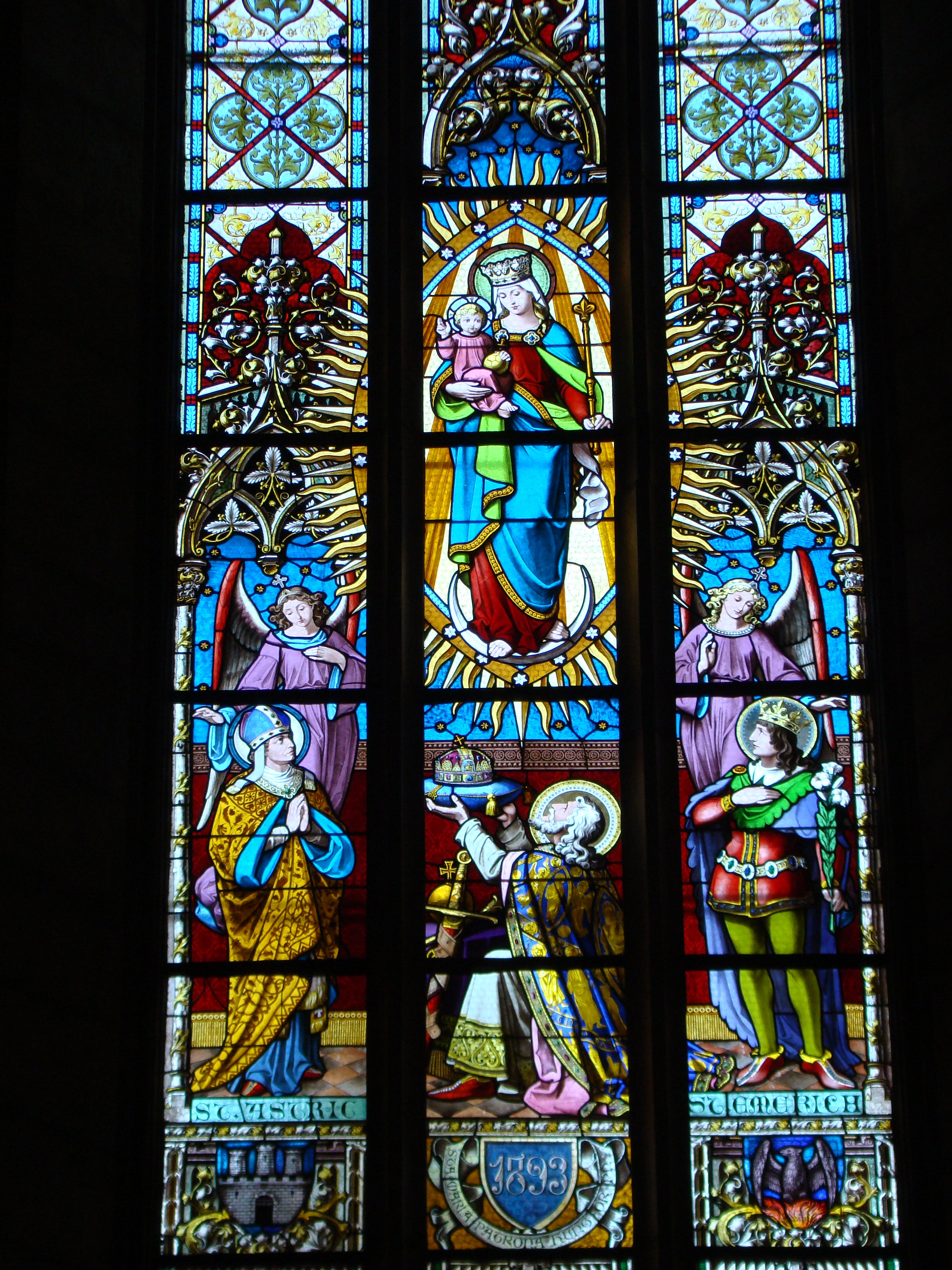
Vitraliu (1893): Fecioara Maria cu pruncul; dedesubt: sfinții Astric și Emeric
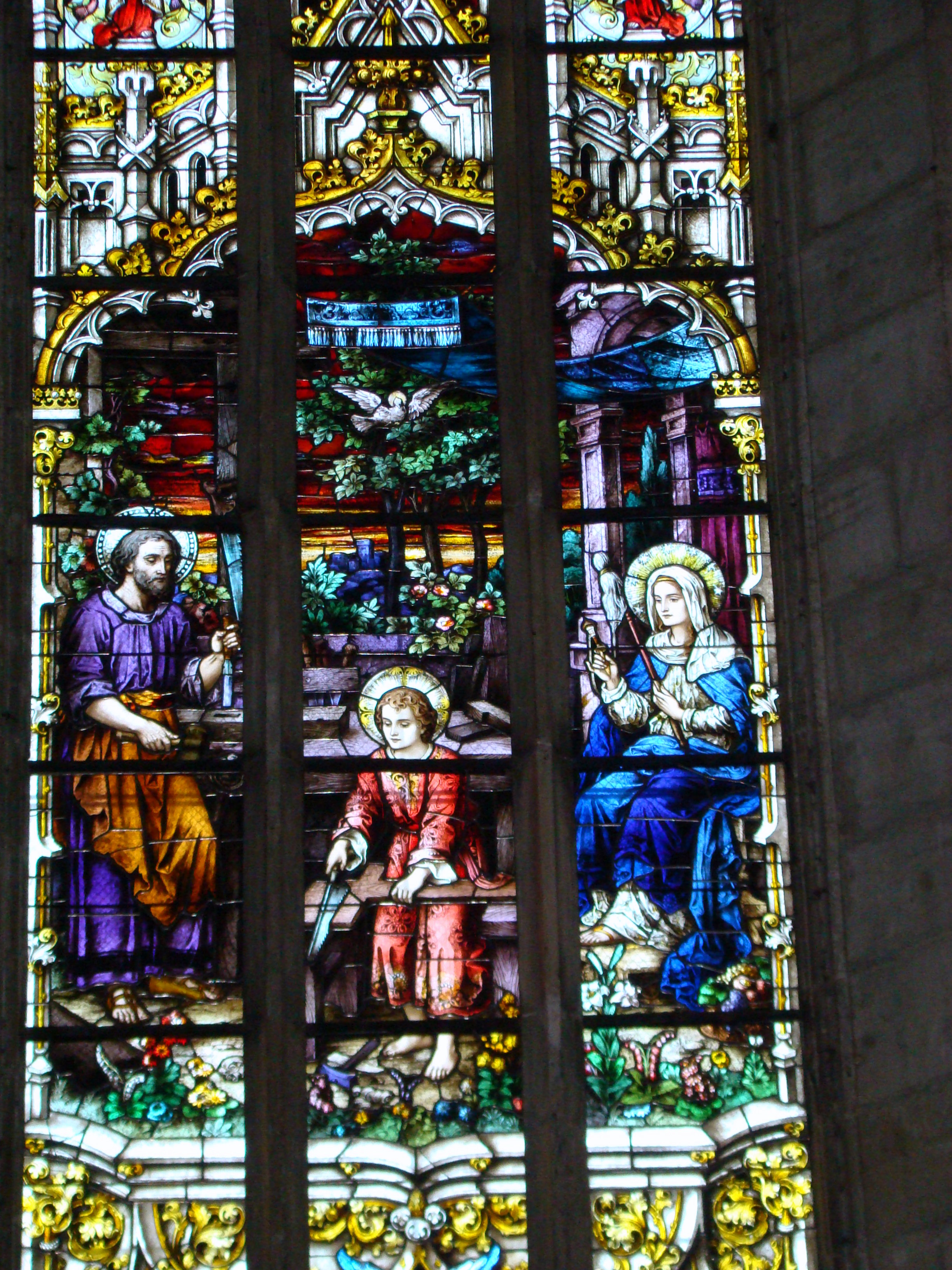
Vitraliu: Isus în atelierul de tâmplărie al lui Iosif
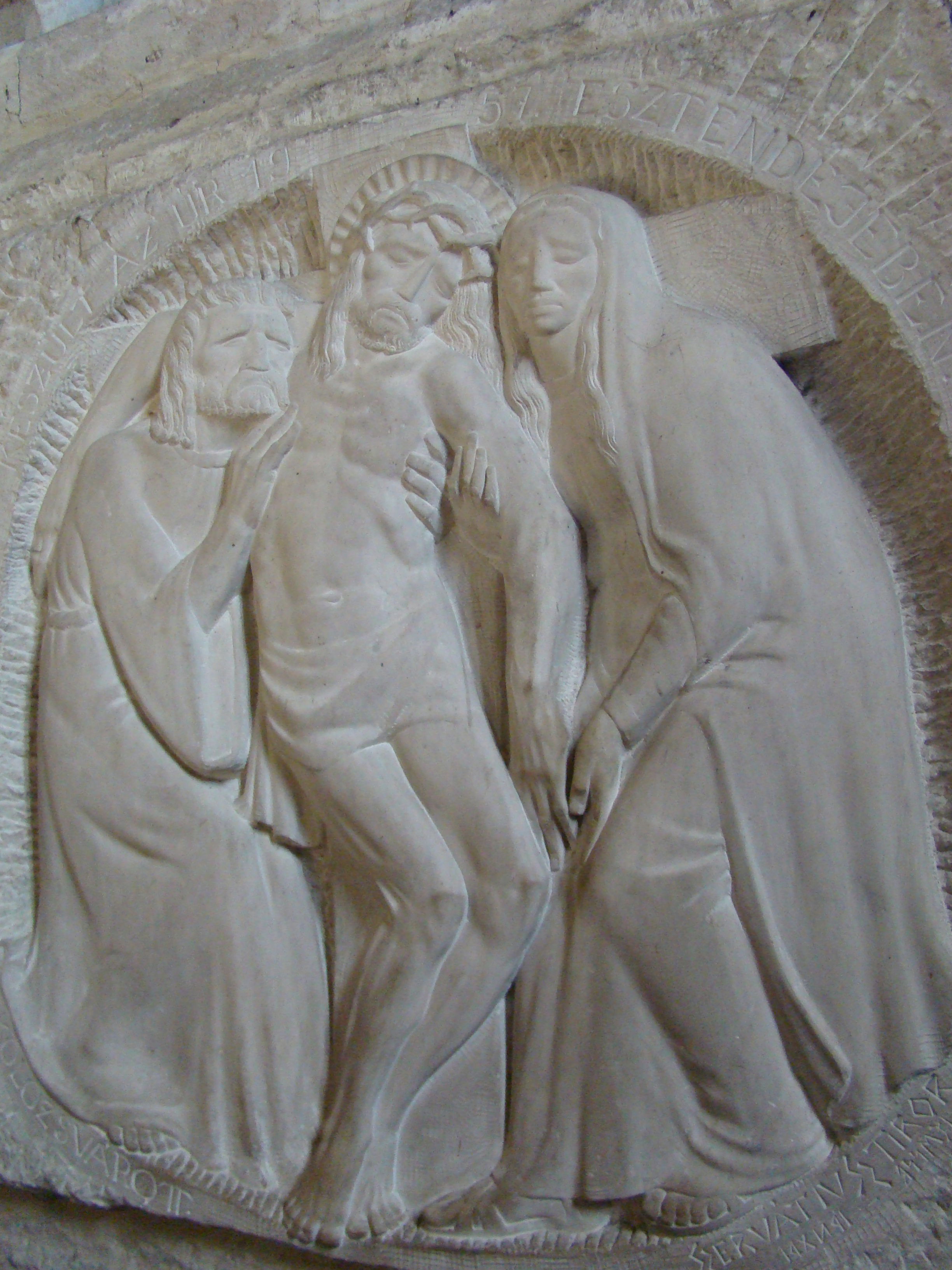
Basorelief modern (1957) cu „Coborârea de pe cruce”
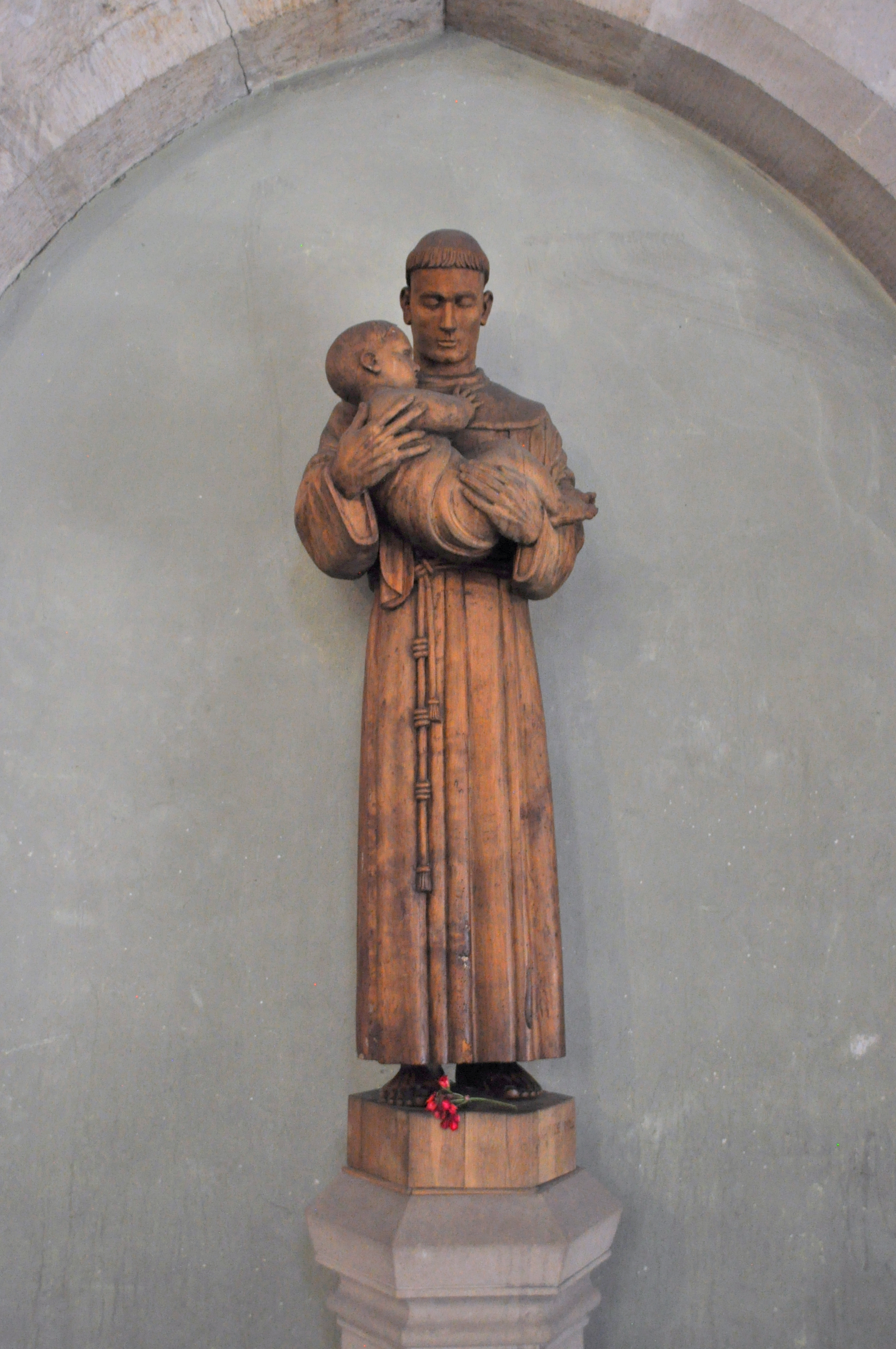
Sfantul Anton de Padova cu pruncusorul Isus in brate
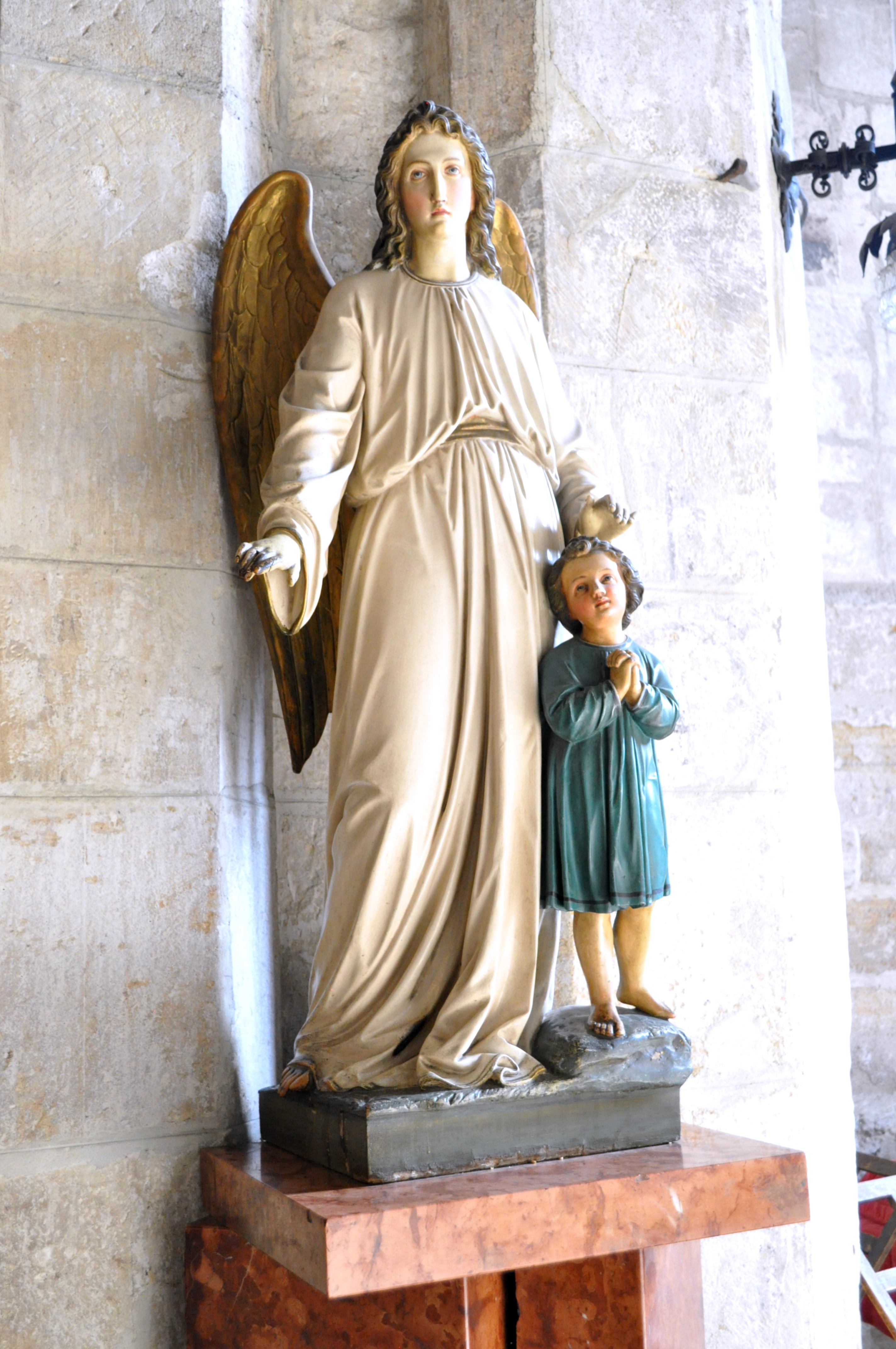
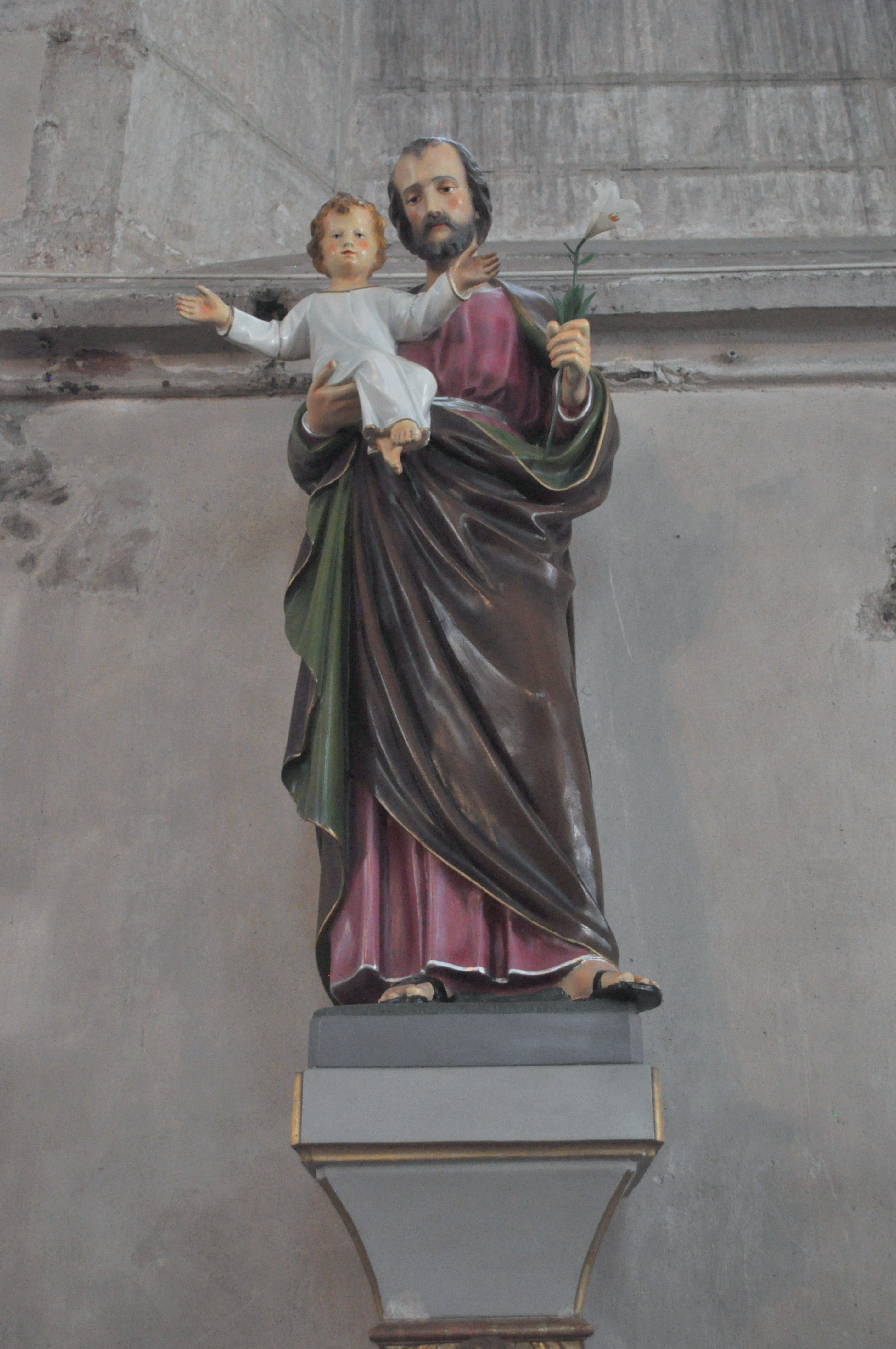
Sfantul Iosif Muncitorul cu pruncusorul Isus in brate
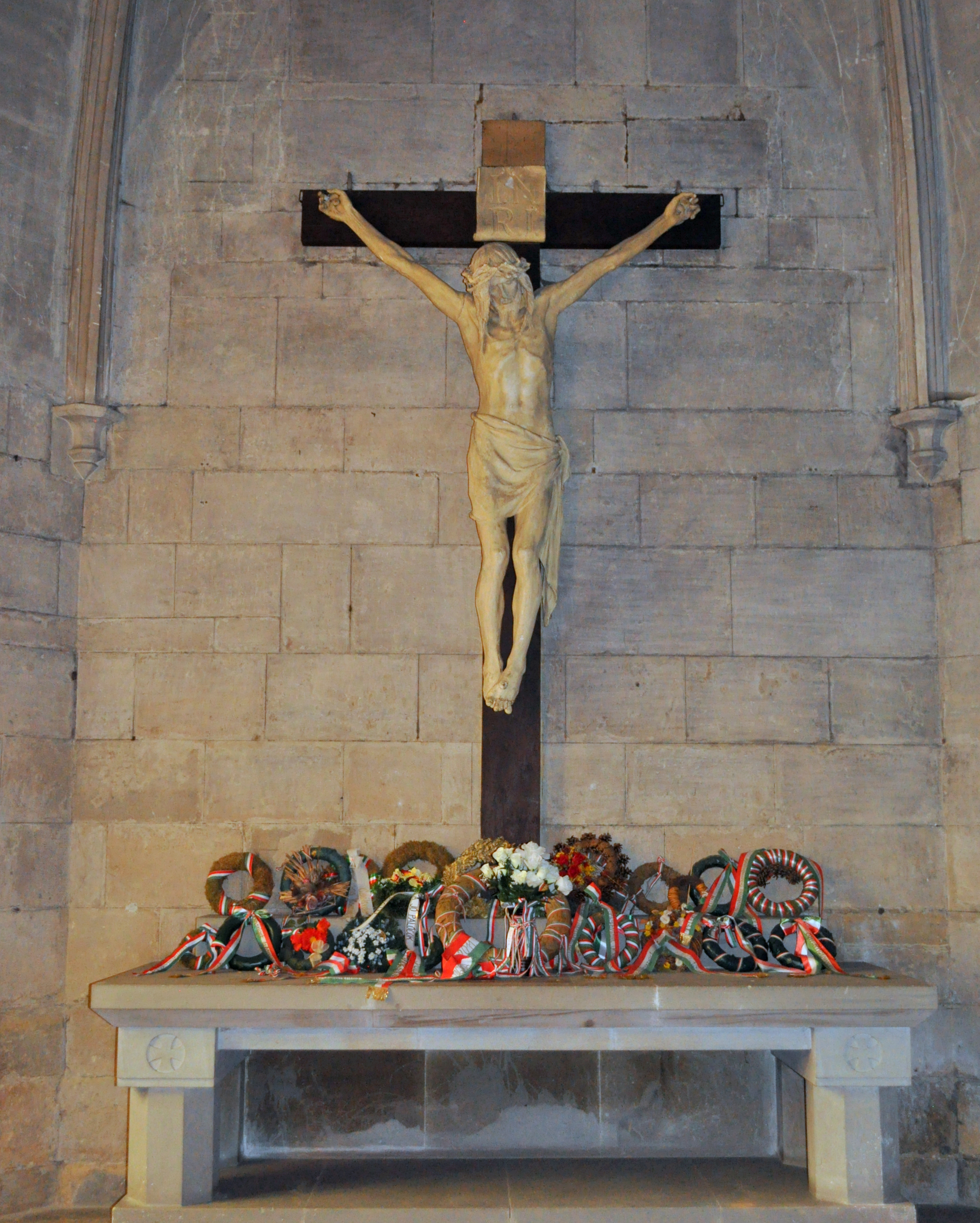
Crucifix
Statuia episcopului Áron Márton
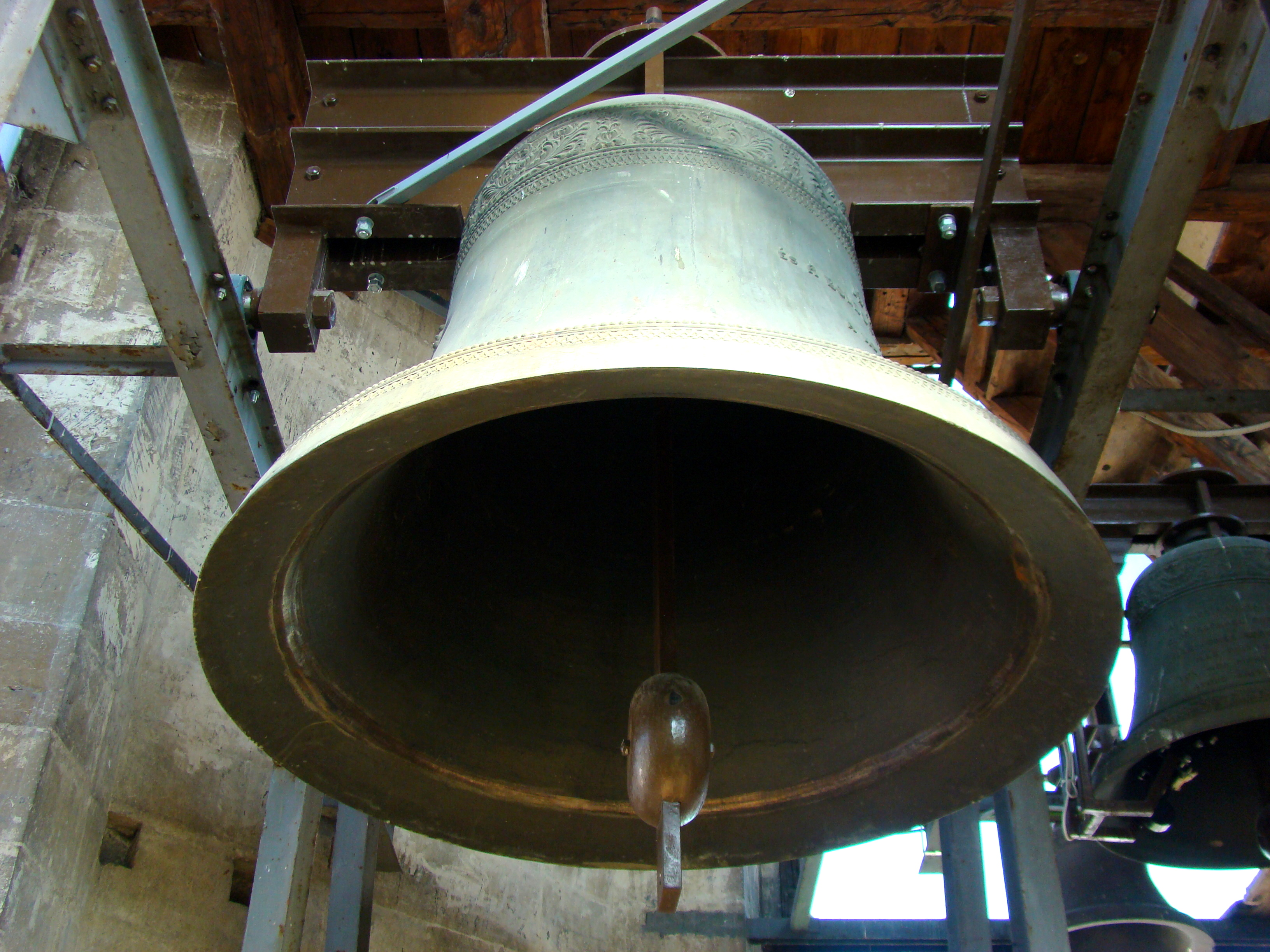
Clopotele bisericii Sfântul Mihail
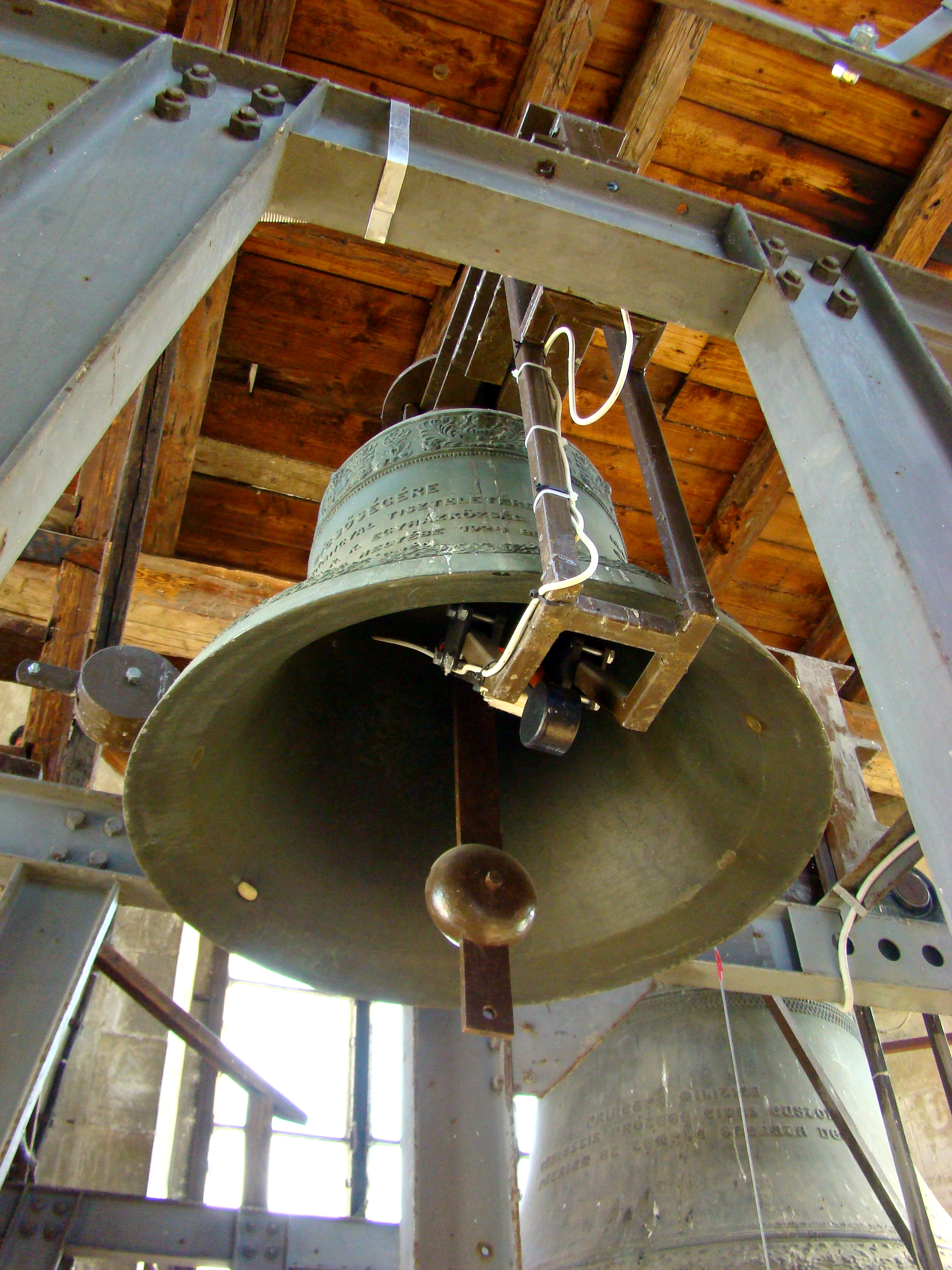
Clopotele bisericii Sfântul Mihail
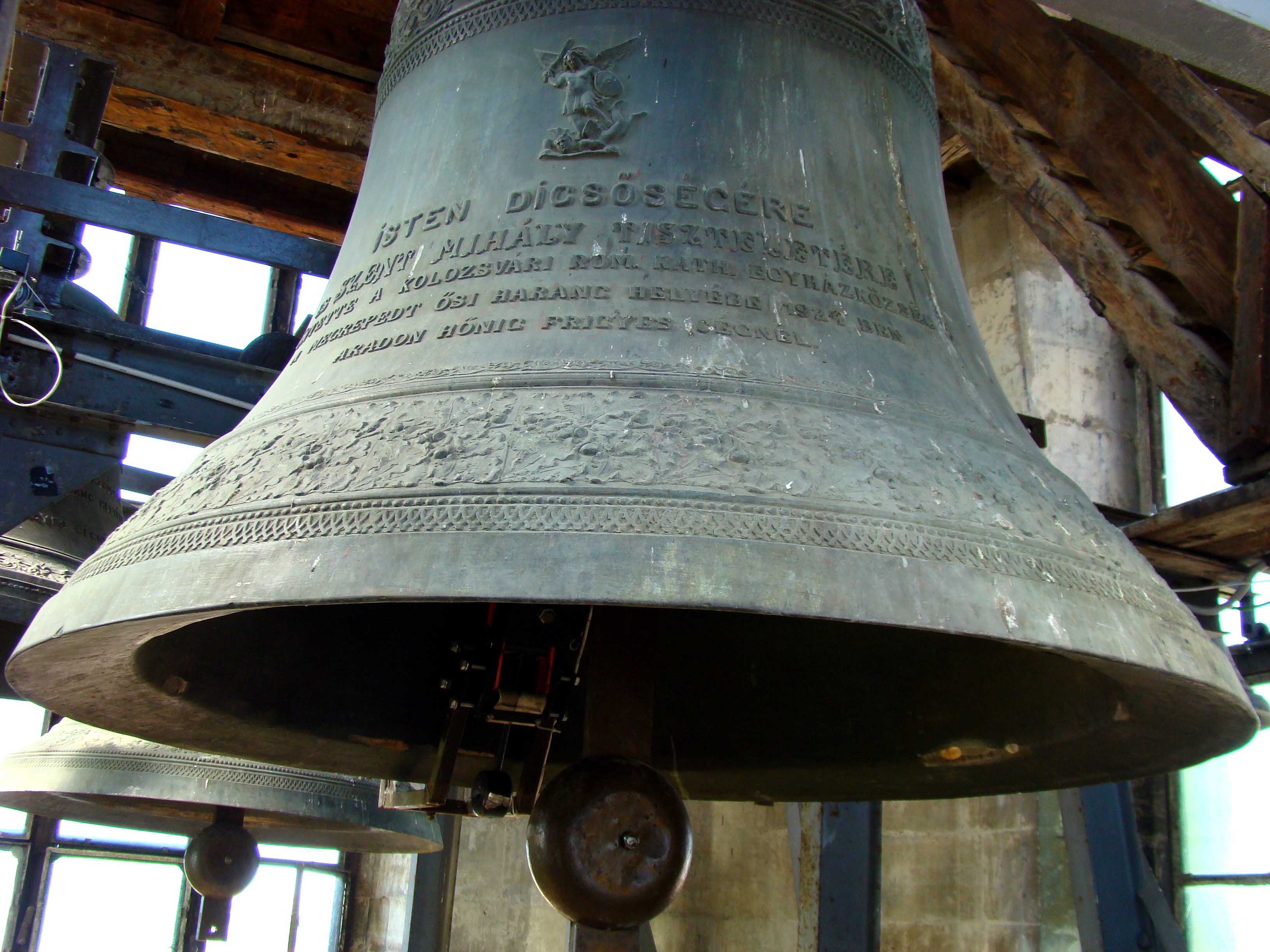
Clopotele bisericii Sfântul Mihail
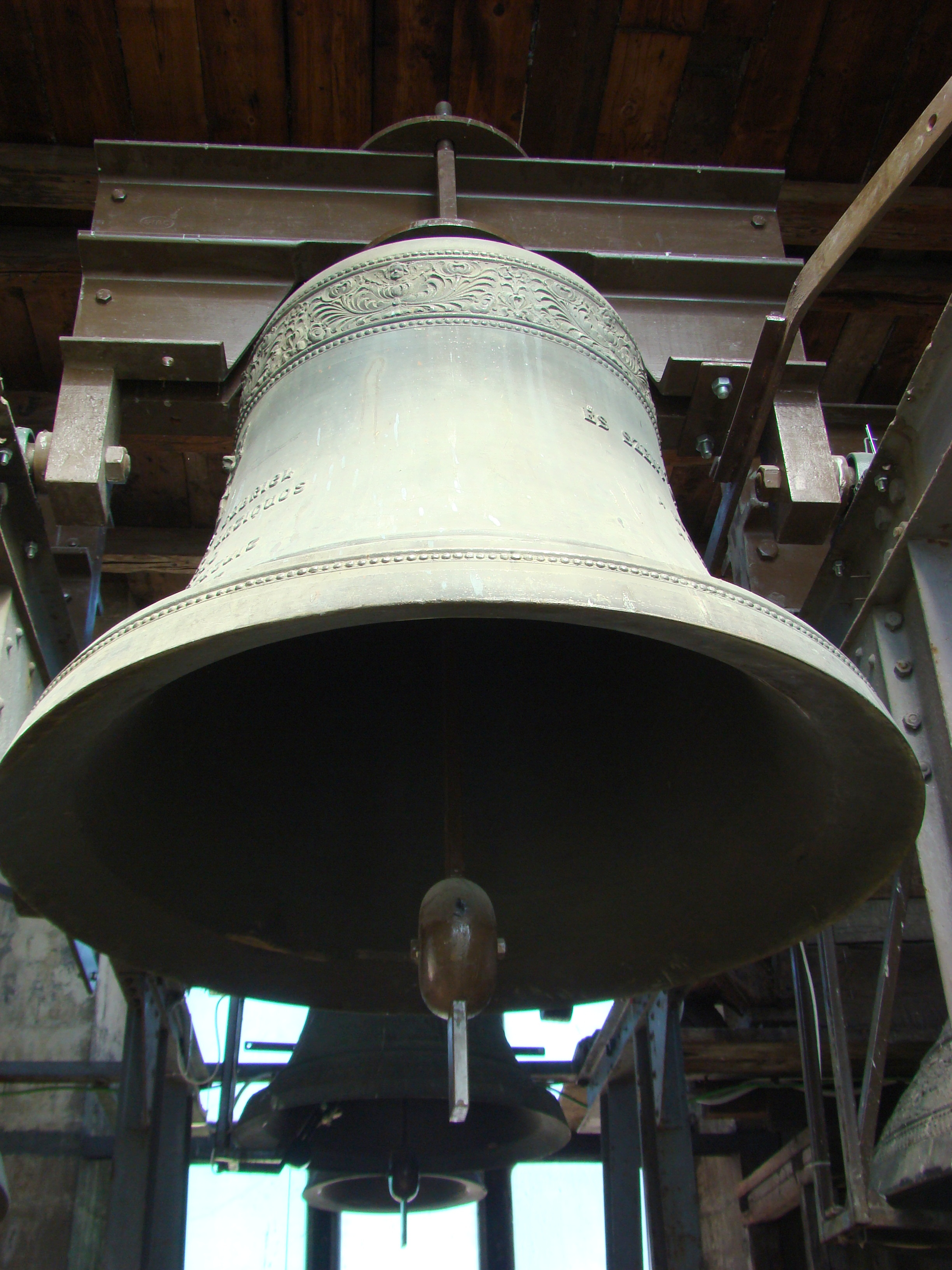
Clopotele bisericii Sfântul Mihail